# Jakobuskirche (Hohenberg)

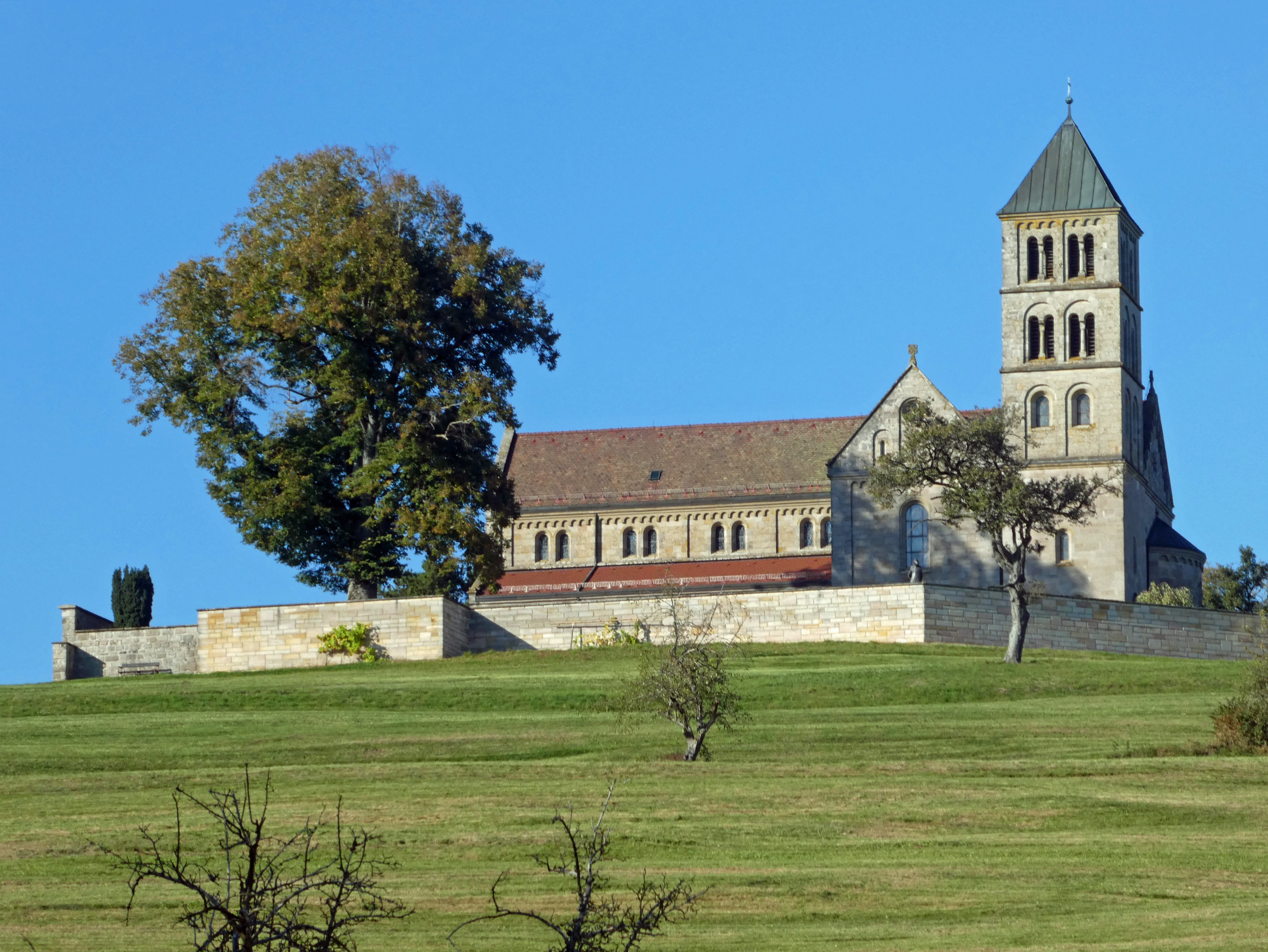
Jakobuskirche auf dem Hohenberg

Die Jakobuskirche auf dem Gipfel des 570 Meter hohen Hohenbergs in der Gemeinde Rosenberg im Osten von Baden-Württemberg ist eine weithin sichtbare Station auf dem Fränkisch-Schwäbischen Jakobsweg. Die Kirche wurde im frühen 12. Jahrhundert erbaut. Eine grundlegende Restaurierung mit teilweisem Neuaufbau im neoromanischen Stil gab der römisch-katholischen Kirche im Jahre 1896 ihre heutige Form. Die Kirchenfenster stammen von Sieger Köder, der von 1975 bis 1995 Pfarrer von Hohenberg und Rosenberg war.

## Geschichte

### Ellwanger Propstei
In einer Urkunde vom 24. April 1229 wird Hohenberg erstmals schriftlich erwähnt. In dieser von Konrad von Oettingen und seinem Bruder Ludwig in Stödtlen ausgestellten Urkunde, in der sie sich mit Albert, dem Abt des Benediktinerklosters Ellwangen, nach einem Streit einigen, tritt Reinbotonis, der „prepositus de Alto Monte“ (Probst von Hohenberg) als Zeuge auf. In einer am 2. Oktober 1274 vom Ellwanger Abt Konrad ausgestellten Urkunde erfahren wir von einem Propst in Hohenberg namens Ulrich, genannt Malso, der dort als Zeuge genannt wird. Aus diesen und weiteren Urkunden lässt sich schließen, dass auf dem Hohenberg eine Ellwanger Propstei in Form eines kleinen, vom neun Kilometer entfernten Klosters Ellwangen abhängigen Klosters mit einer Kirche existierte. Im sechs Kilometer von Hohenberg entfernten Jagstzell und in Wiesenbach in der Nähe von Heidelberg besaß Ellwangen zwei weitere Propsteien.
Eine baugeschichtliche Analyse der Kirche lässt die Entstehungszeit im frühen 12. Jahrhundert annehmen. Sie hatte damals ein Mittelschiff und ein nördliches Seitenschiff, aber kein südliches Seitenschiff. Im Süden grenzte vermutlich ein Konventsgebäude an, worauf im Friedhof befindliche Mauerreste hindeuten.
Am Fuß des Hohenbergs entlang verlief eine alte Fernstraße, die stark frequentierte sogenannte „Hochstraße“, vom Rhein kommend über Schwäbisch Hall, Ellwangen (Jagst) und Nördlingen zur Donau.

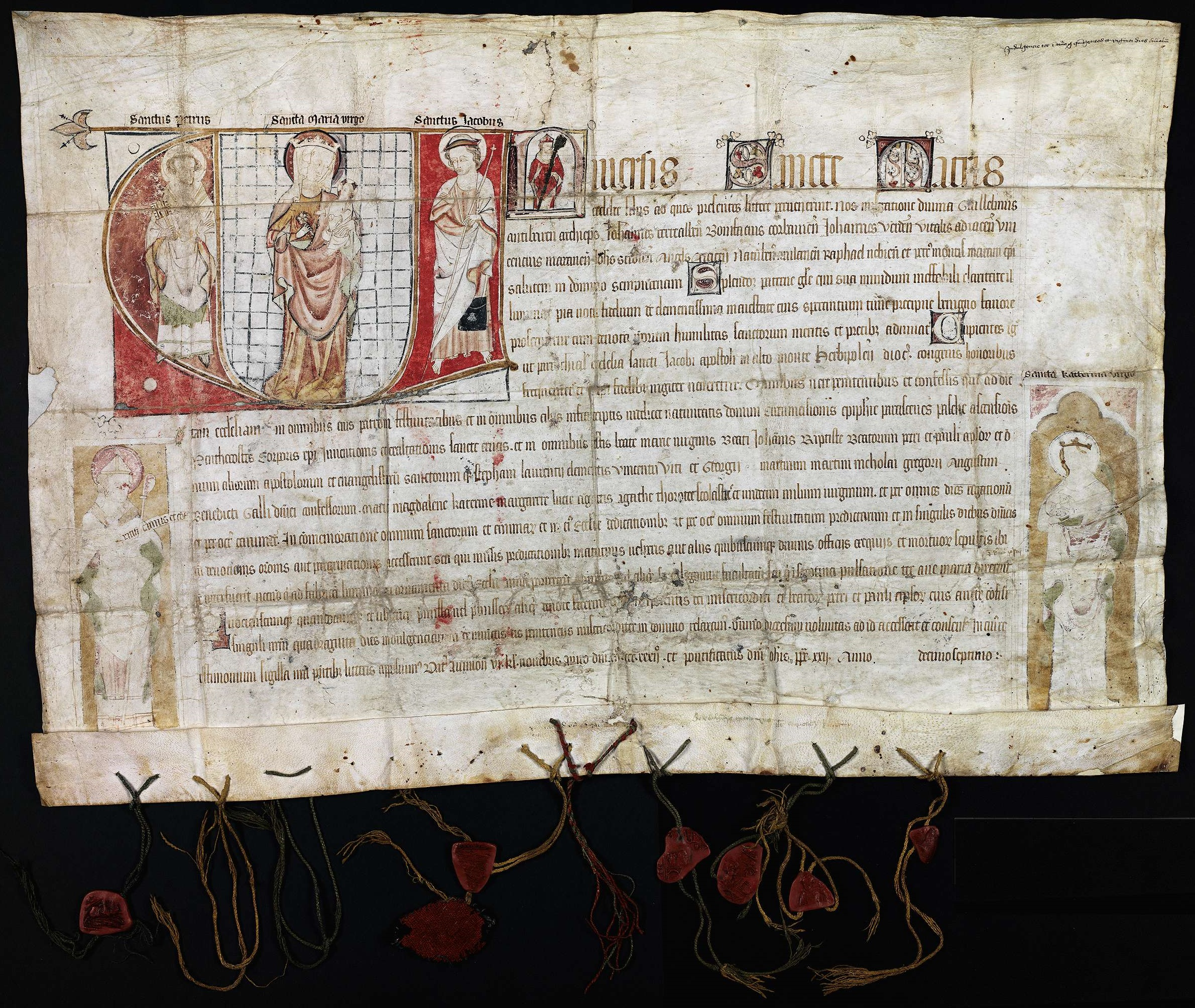
Ablassbrief vom 27. Oktober 1332

Die Bedeutung der Kirche als Pilgerziel ist durch einen für die „ecclesia sancti Jacobi apostoli in alto monte“ (Kirche des heiligen Apostels Jakobus in Hohenberg) in Avignon, dem damaligen Sitz der Päpste, ausgestellten Ablassbrief vom 27. Oktober 1332 belegt. Auf der aufwändig gestalteten, von einem Erzbischof und elf Bischöfen unterschriebenen Urkunde ist unter anderem der Kirchenpatron Jakobus mit Hut, Pilgerstab und Tasche mit Muschel dargestellt. Nach Ablegung der Beichte und dem Besuch eines Gottesdienstes wird an bestimmten Festtagen und an Sonntagen je Bischof ein Ablass von vierzig Tagen gewährt. Auch wer für den Bau, die Beleuchtung oder die sonstige Ausstattung der Kirche aufkommt, der Kirche ein gewisses Vermögen vermacht und beim Läuten der Abendglocke drei Ave Maria betet, kommt in den Genuss des Ablasses.
Hohenberg war damals zumindest als regionales Pilgerziel etabliert. Neben der Kirche wird es eine Pilgerherberge gegeben haben. Auch eine kleinere Ansiedlung hatte sich zu Füßen der Kirche entwickelt, deren Einwohnerzahl für das 14. Jahrhundert auf mindestens 150 Personen errechnet werden kann.
Aus einem Spendenaufruf des Ellwanger Abtes Johann von Holzingen aus dem Jahr 1428 und aus Akten der Hohenberger Heiligenpfleger geht hervor, dass ein durch Blitzschlag ausgelöster Brand das Dach des Kirchenschiffes samt dem Glockenstuhl zerstört hatte. Die neu aufgerichteten Außenmauern ließen ein geräumiges einschiffiges Langhaus mit gotischen Fenstern entstehen. In Ermangelung eines Kirchturms waren die Glocken vor der Restaurierung in den Jahren 1895/96 im Dach des nördlichen Querschiffflügels untergebracht. Da in einer der Akten von Holz am „glockhus“ die Rede ist, stand wohl in früheren Zeiten in der Nähe der Kirche ein hölzernes Glockenhaus. 

### Pfarrei Hohenberg
Mit der Umwandlung der Ellwanger Abtei in ein weltliches Chorherrenstift im Jahre 1460 wurde auch die Propstei Hohenberg aufgehoben. Die Jakobuskirche wurde nun zur Pfarrkirche erhoben, die dem Chorherrenstift Ellwangen weiterhin inkorporiert blieb. Die „parrochia sancti Jacobi apostoli in Alto Monte“ (Pfarrei des hl. Apostels Jakobus in Hohenberg), wie sie 1471 in einer Urkunde genannt wurde, gehörte aber anders als das zum Bistum Augsburg gehörende Ellwangen weiterhin zum Bistum Würzburg.

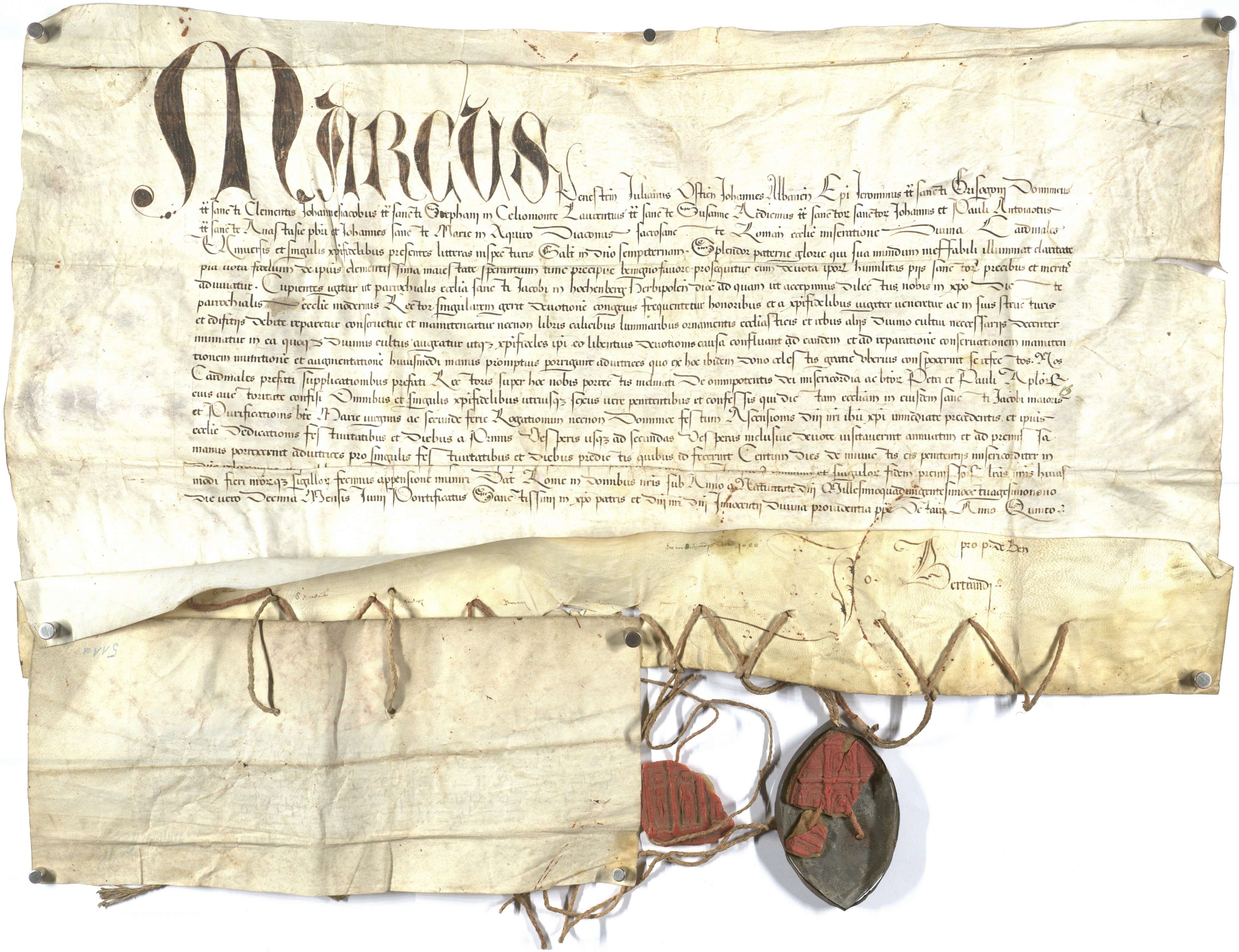
Ablassbrief vom 10. Juni 1489

Am 10. Juni 1489 wurde in Rom von neun Kardinälen ein weiterer Ablassbrief für die „eccl[es]ia sancti Jacobi in hochemberg“ (Kirche des heiligen Jakobus in Hohenberg) mit einem Erlass von hundert Tagen pro Kardinal ausgestellt.

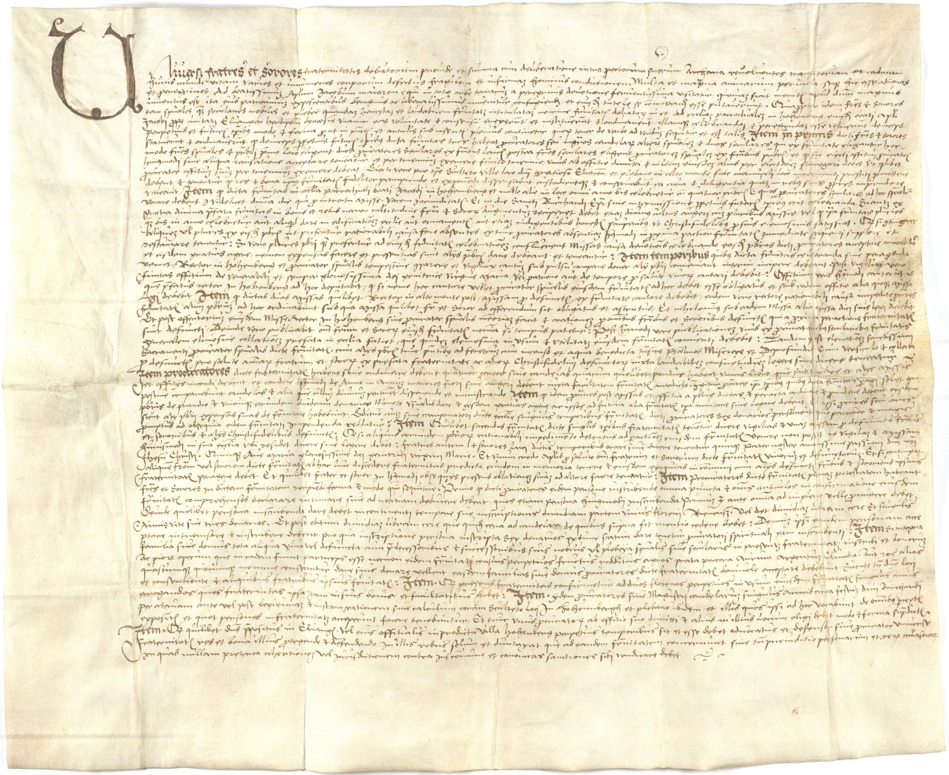
Satzung der Gentnerbruderschaft (um 1500)

Die Hohenheimer Küfer, die damals in Schwaben als Gentner bezeichnet wurden, hatten vor 1489 eine „fraternitas doliatorum in et ad ecclesiam parrochialem in Hohenberg beati apostoli Jacobi“ (Bruderschaft der Gentner in und bei der Pfarrkirche des seligen Apostels Jakobus in Hohenberg) gegründet. Laut ihrer um 1500 in lateinischer Sprache auf Pergament geschriebenen Satzung war die Mitgliedschaft nicht auf ihre Berufsgruppe beschränkt: Männer und Frauen, „seien sie geistlichen oder weltlichen Standes, von Adel oder aus dem Volk,“ konnten in die Gentnerbruderschaft eintreten. Laut Satzung sollte mindestens zwei Mal pro Jahr mit vier Priestern an bestimmten Tagen ein Gottesdienst abgehalten werden. Überschüssige Einnahmen sollten für den Kirchenbau, für Ornamente oder für bedürftige ehrbare Arme gespendet werden. Neben Regelungen der Vorstandschaft, von Aufnahmegebühren, Mitgliedsbeiträgen, Spenden, Honoraren für Priester und Mesner, Gesängen und Gebeten für die verstorbenen Mitglieder und vielen anderen Punkten gibt es jedoch in dieser Satzung keinerlei Hinweis auf eine Verwendung von Geldmitteln für die Verpflegung oder Unterbringung der Pilger am Hohenberg. In der Einleitung der Satzung wird zum Pilgerwesen lediglich erklärt, dass sich die Bruderschaft dem Schutz des Apostels Jakobus, der „in toto orbe terrarum“ (auf dem gesamten Erdkreis) von Pilgern mit größter Ehrerbietung besucht werde, anvertraut habe.
Die „Gentner-bruderschaft sant Jacobs zum Hohenberg“ wurde 1526 vom Ellwanger Fürstpropst Heinrich von der Pfalz aufgelöst, wie aus einem Vermerk auf der Rückseite des Pergaments mit der Satzung hervorgeht. Die Gründe für diese Entscheidung sind nicht bekannt, die Bruderschaft spielte aber ab diesem Zeitpunkt keine Rolle mehr im religiösen Umfeld von Hohenberg.
Im 18. Jahrhundert wurde südlich vom Chor eine Sakristei angebaut.
Auf Grundlage des Reichsdeputationshauptschlusses fiel mit dem Ellwanger Gebiet auch Hohenberg an Württemberg. Hohenberg wurde 1814 dem neuen Generalvikariat Ellwangen einverleibt, das 1817 nach Rottenburg verlegt wurde. 1821 wurde die Diözese Rottenburg errichtet, zu der Hohenberg, das ursprünglich zur Diözese Würzburg gehört hatte, bis heute gehört.
Pfarrer Franz Josef Fuchs (* 24. März 1844; † 17. Dezember 1911) ließ 1883 den Kreuzweg vom Dorf Hohenberg zur Jakobuskirche errichten. 1886 ließ er am Nordhang des Hohenbergs unterhalb der Kirche eine Lourdesgrotte einbauen.
Die heutige Kirche ist von einer grundlegenden Restaurierung in den Jahren 1895/96 im neoromanischen Stil geprägt, der ebenfalls von Pfarrer Fuchs in Auftrag gegeben wurde. Auslöser waren baufällig gewordene Außenmauern. Dazu hatten unter anderem das Gewicht der Glocken im Dach des nördlichen Querschiffflügels und die Erschütterungen beim Läuten beigetragen. Architekt war Joseph Cades, ein typischer Vertreter des Historismus. Er ließ das Langhaus abreißen und errichtete auf den alten Fundamenten das heutige Mittelschiff und die zwei Seitenschiffe. Auch die Sakristei wurde abgerissen. Stattdessen wurde zur Unterbringung der Glocken ein Kirchturm errichtet, dessen Untergeschoss zugleich als Sakristei dient. Johann Georg Loosen malte den Innenraum im Stil der Neoromanik aus. Diese Bemalung wurde im 20. Jahrhundert übertüncht.
Das heutige Kircheninnere ist geprägt von Renovierungen in den Jahren 1955/56 durch den Restaurator Willy Eckert aus Bad Mergentheim sowie in den Jahren zwischen 1975 und 1995, in denen Sieger Köder Pfarrer von Hohenberg und Rosenberg war. Während seines 20-jährigen Wirkens wurde das Innere der Kirche grundlegend umgestaltet und der Chorraum mit Volksaltar und Ambo neu konzipiert. Mit seinen 28 Kirchenfenstern gab er der Kirche das geheimnisvolle Dunkel mittelalterlicher Kirchen zurück.
2015 wurden die Fundamente saniert, der gesamte Innenraum neu gestrichen und die hölzerne Decke gegen Wurmbefall behandelt und neu gestrichen.
Die Kirchengemeinde „St. Jakobus Hohenberg“ gehört heute zur Seelsorgeeinheit „SE 13 Virngrund“ im Dekanat Ostalb.

## Baubeschreibung
Die Jakobuskirche ist eine romanische dreischiffige Pfeilerbasilika mit kreuzförmigem Grundriss. Die beiden Seitenschiffe sind niedriger als das Mittelschiff und durch drei Arkadenbögen auf kräftigen Pfeilern von diesem getrennt. Das Mittelschiff hat eine ebene Holzdecke, während die Holzdecken in den Seitenschiffen parallel zu deren Pultdächern laufen. Die steinerne Empore im Westen ruht auf drei Bögen mit zwei Säulen in der Mitte. Sie ist über eine schmale Metallwendeltreppe zugänglich. Acht doppelte Fenster im Obergaden und die Rosette in der Westwand sorgen für reichlichen Lichtzufluss. Nord- und Südportal befinden sich an den Seitenschiffen, das südliche ist der heutige Eingang zur Kirche.
Mit einem hochgesprengten Bogen geht das Mittelschiff in das Querhaus über. Er wird ebenso wie die Vierungsbogen im Norden und Süden von Halbpfeilern aufgenommen. An den beiden Ostwänden des Querschiffs sind zwei Konchen, in denen sich die Nebenaltäre befinden. Die nördliche Konche geht in eine Nebenapsis über, während die südliche in der westlichen Turmwand endet. Der Viereckchor ist von der Vierung aus über einen Triumphbogen zugänglich und endet im Osten mit der Hauptapsis.
Der viergeschossige quadratische Kirchturm ist am Chor und dem südlichen Querschiff angebaut und hat ein Pyramidendach. Die Sakristei im Untergeschoss hat eine Außentür an der Ostseite des Turms und einen direkten Zugang zum Chor. Zum zweiten Turmgeschoß führt eine schmale Metallwendeltreppe. In den beiden oberen Geschossen mit dem Glockenstuhl befinden sich an allen vier Wänden paarweise Klangarkaden.
Langhaus und Kirchturm sind Neubauten der Jahre 1895/96. Das zuvor einschiffige, baufällige Langhaus wurde damals abgerissen und durch ein dreischiffiges ersetzt, um den ursprünglichen Charakter einer Basilika wiederherzustellen. Als Baumaterial wurden sehr harte und wetterbeständige Keupersandsteinquader aus einem nahegelegenen Steinbruch verwendet. Die Glocken waren bis dahin im nördlichen Dach des Querschiffs untergebracht, was zu ständigen Erschütterungen geführt und maßgeblich zur Baufälligkeit der Kirche beigetragen hatte. Der neue Glockenturm wurde an Stelle einer abgerissenen Sakristei errichtet. Die neuen Seitenschiffe und der Turm mit seinen sechzehn Biforien und seinem schlichten Pyramidendach geben dem Bauwerk das authentische Erscheinungsbild einer wohlproportionierten mittelalterlichen Basilika aus der Zeit der Romanik.

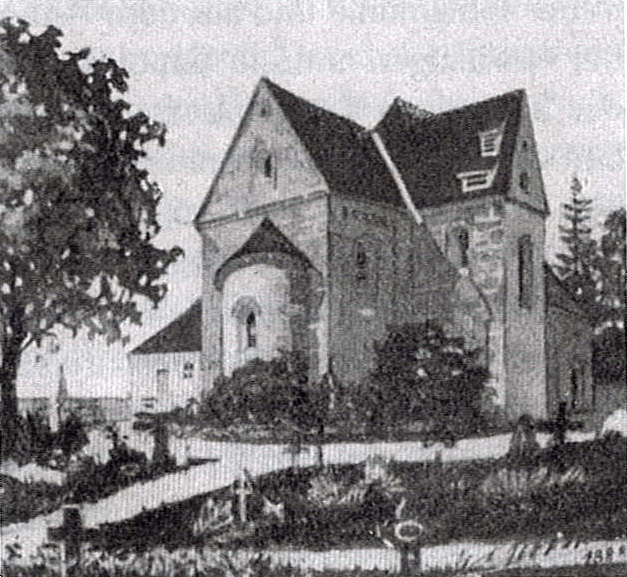
Foto der Kirche aus dem Jahr 1888 mit Blick von Nordosten. Das helle Gebäude links ist die bei der Restaurierung abgerissene Sakristei.
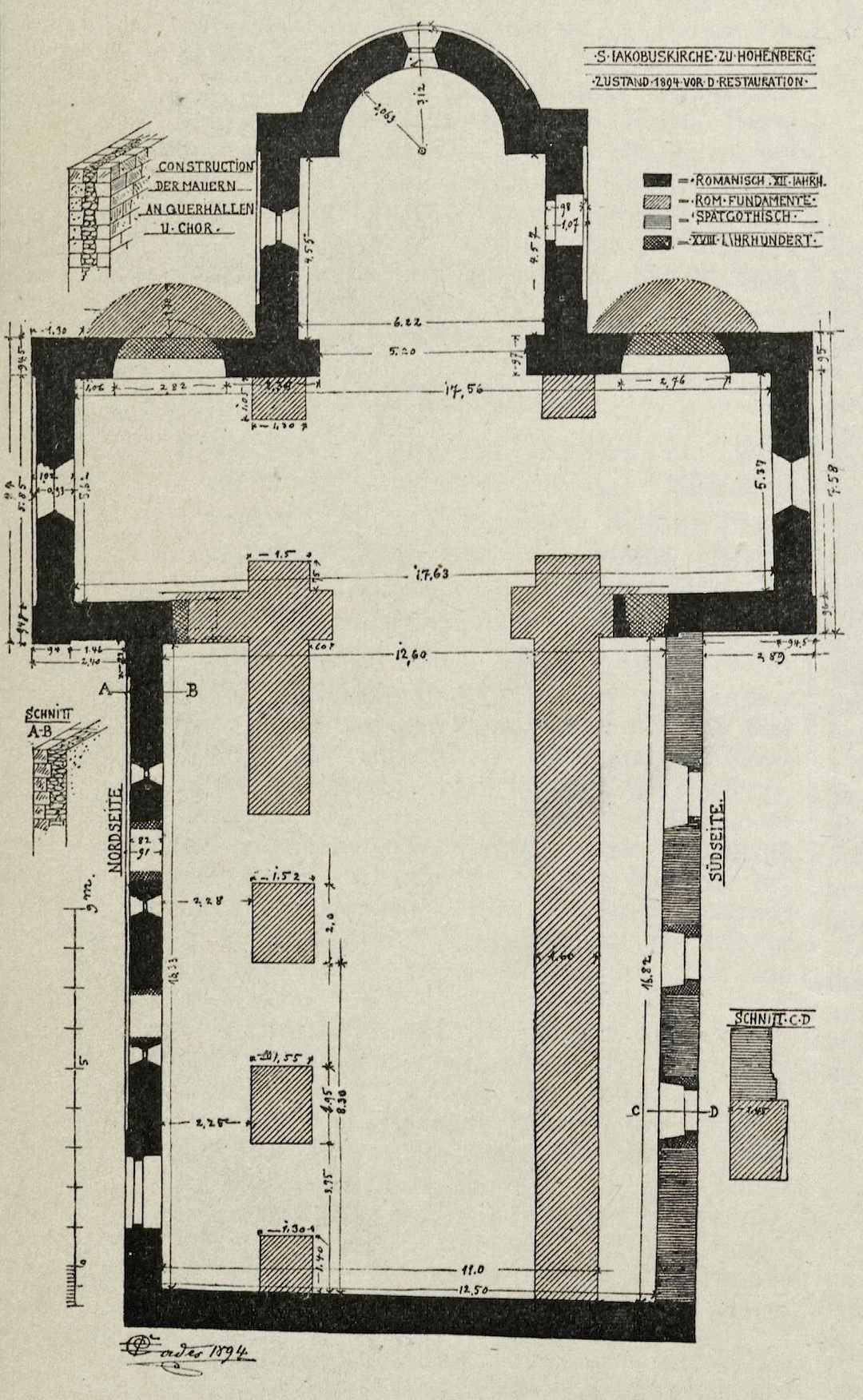
Grundriss vor der Restaurierung 1895/96
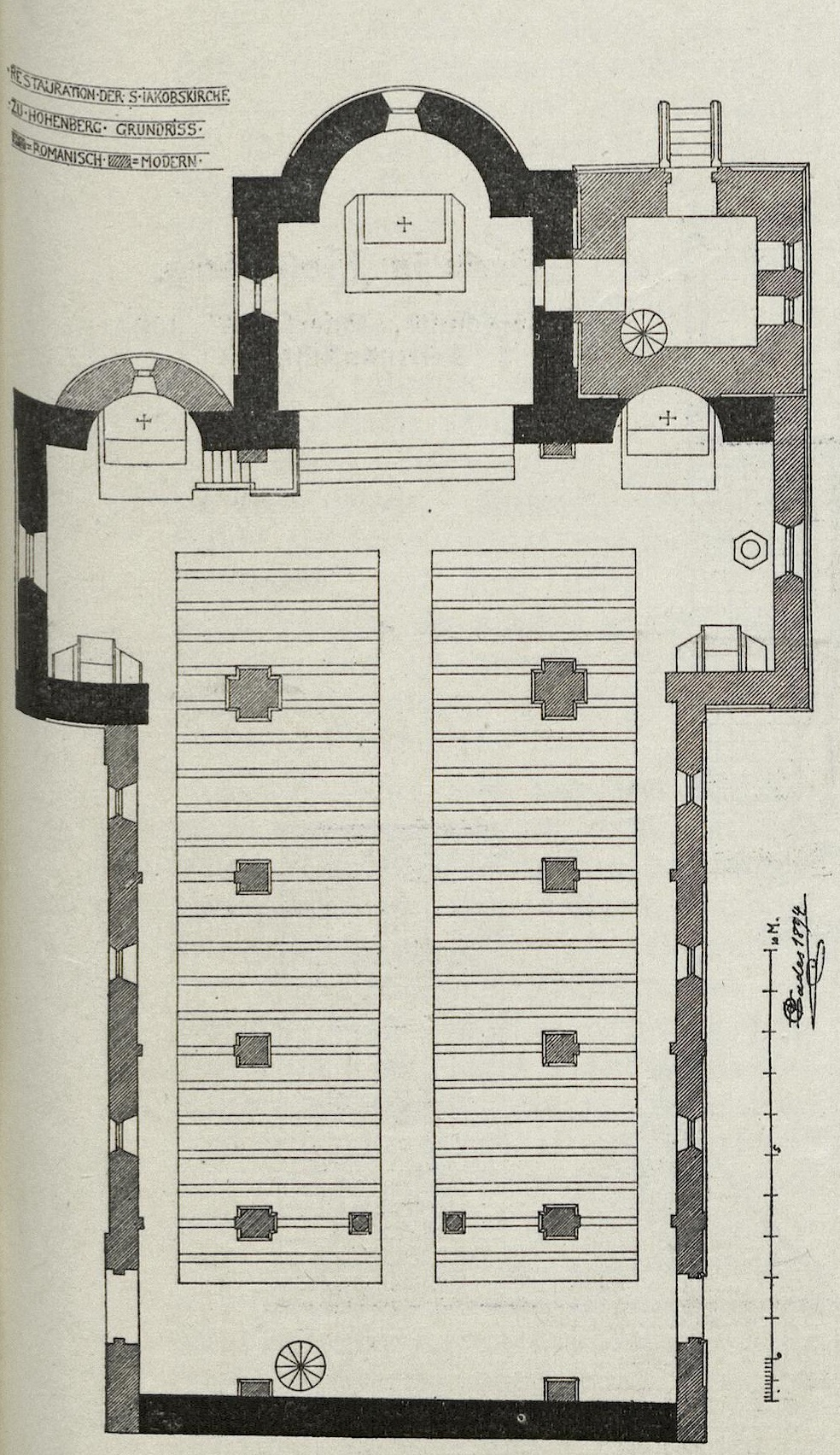
Grundriss nach der Restaurierung 1895/96
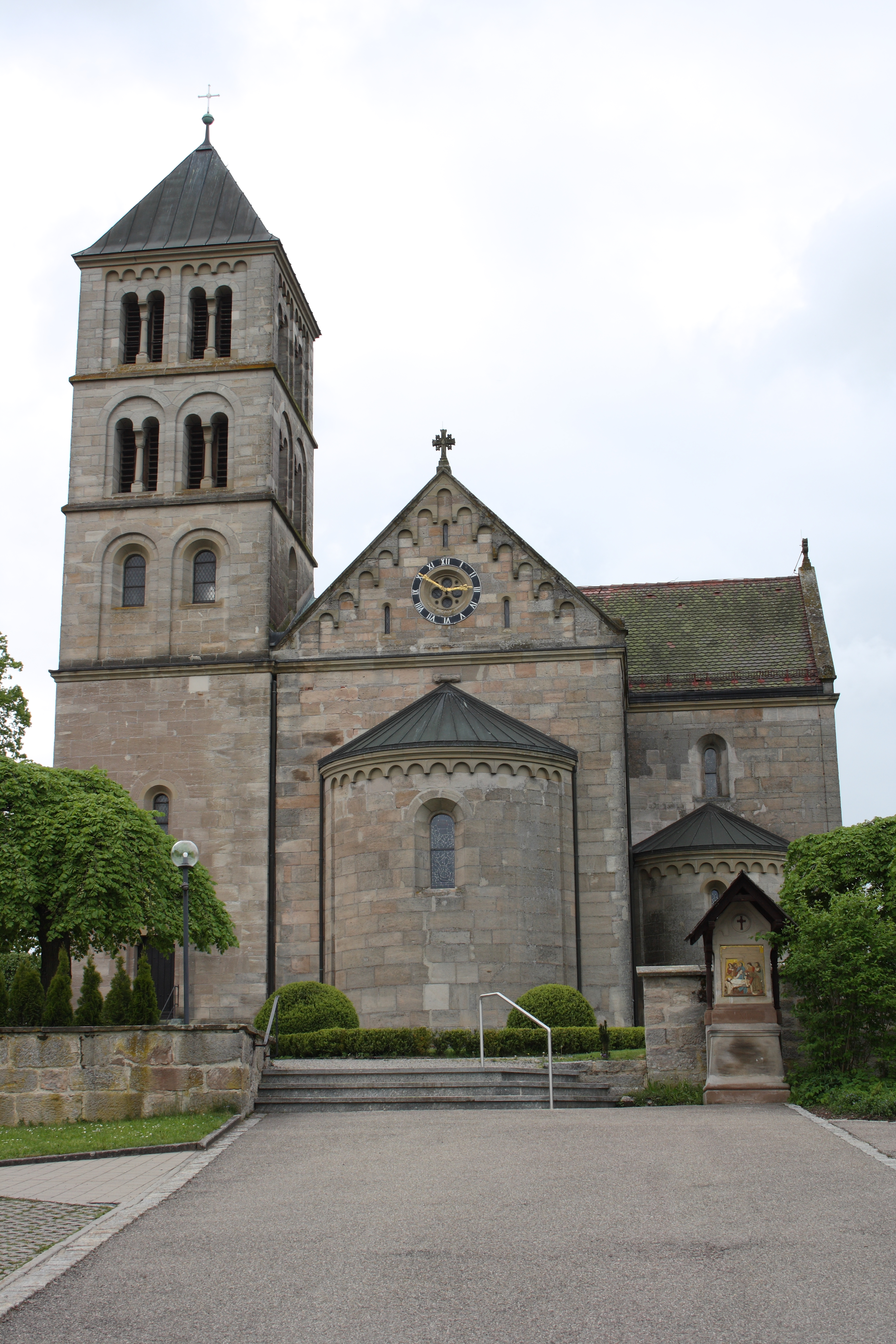
Blick von Osten auf den Chor, das nördliche Querschiff und den neu gebauten Glockenturm, in dem sich unten die Sakristei befindet
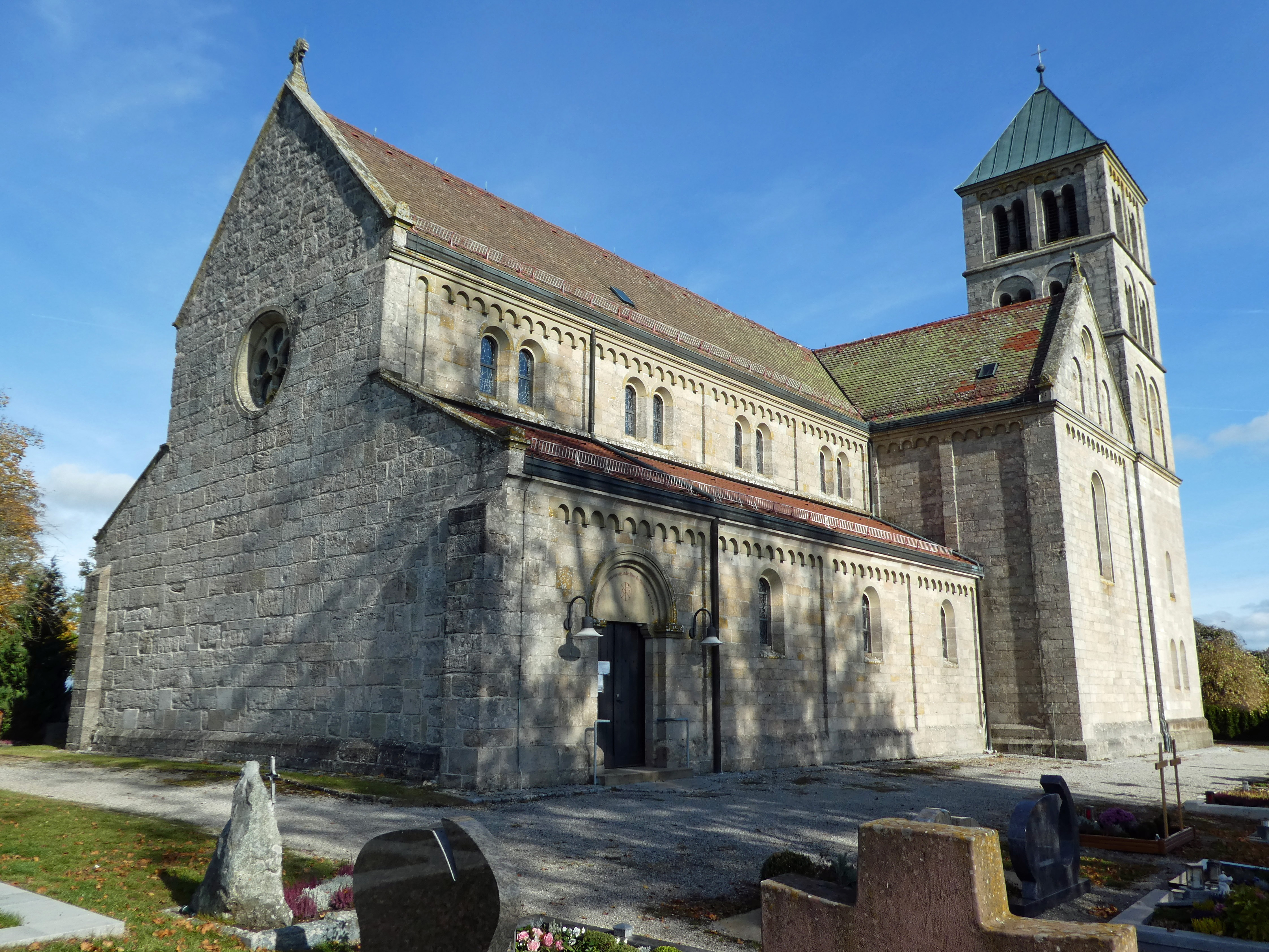
Blick von Südwesten auf das dreischiffig rekonstruierte Langhaus

## Ausstattung der Kirche

### Relikte aus der Gründungszeit der Kirche
Der romanische Taufstein im südlichen Querschiff mit geringfügigen Resten alter romanischer Bemalung stammt noch aus der Gründungszeit der Kirche. Dies gilt auch für das Tympanon mit Bandschleifen- und Zickzackfriesen außen über dem Nordportal. Die kleine Löwenfigur außen über der Hauptapsis stammt ebenfalls noch aus der Zeit der Romanik.

### Fenster aus dem 19. Jahrhundert
Die beiden Bildfenster von 1895/96 im Nordfenster des Chores stellen den Kirchenpatron Jakobus und Elisabeth von Thüringen dar.

### Fenster von Sieger Köder
Die Bildfenster von Sieger Köder auf der Nordseite, die dem Alten Testament zugeordnet ist, der Erwartung des Morgens, haben blaue und grüne Grundfarben. Auf der Südseite, der Seite der Sonne und des Neuen Testaments ist die Grundfarbe rot.
- Nördliches Seitenschiff unten: Jesaja (hinten), Psalm 22 (Mitte), Exodus (vorne)
- Nördlicher Obergaden von hinten nach vorne: Ruth, David, Jeremia, Abraham, Moses, Noah, Johannes der Täufer, Anna selbdritt
- Nördliches Querschiff: Schöpfung (Nordwand), Rosen (Apsis), Harlekin (über der Apsis)
- Chorapsis: Dornenkrone, aus der Rosen wachsen
- Südliches Seitenschiff unten: Weihnachten (hinten), Karfreitag (Mitte), Ostern (vorne).
- Südlicher Obergaden von hinten nach vorne: Edith Stein, Franziskus, Benedikt, Paulus, Petrus, Jakobus der Ältere, Johannes der Evangelist, Maria
- Südliches Querschiff: Stammbaum von Adam und Eva bis Jesus Christus
- Westwand: Rosette mit fünf Feldern mit Notenblättern und Liedtexten vom Abend des Lebens, von Tod und Auferstehung

### Skulpturen
Der Christuskörper am Hochaltar sowie der barocke Kirchenpatron Jakobus rechts an den Chorstufen stammen aus der Zeit vor der Restaurierung in den Jahren 1895/96.
Über die Herkunft der Maria im nördlichen Seitenaltar und die Herz-Jesu-Figur im südlichen Seitenaltar ist nichts bekannt.
Der bronzene Jesus auf einer Steinsäule stammt von Sieger Köder.
Die trauernde Maria der Apostel Johannes unter dem Kreuz wurden in den 1950er Jahren vom damaligen Pfarrer Alfred Stadtmüller aus Südtirol mitgebracht.

### Labyrinth und Radleuchter
Das von Sieger Köder entworfene Labyrinth in der Vierung ist so gestaltet, dass anders als bei normalen Labyrinthen, in denen man sich verirren kann, der Weg – wenn auch auf Umwegen – zum Ziel, der Jakobsmuschel mit der Perle des Reich Gottes führt.
Bereits bei der Restaurierung von 1895/96 wurde ein Radleuchter eingebaut. Der heutige wurde von Sieger Köder entworfen und 1996 vom Kunstschmiedemeister Stefan Herzog in München angefertigt. Er stellt zwischen den zwölf Tortürmen des himmlischen Jerusalems in Griechisch, der Sprache des Neuen Testaments, in der oberen Reihe die Namen der zwölf Apostel dar. Der Apostel Paulus, der nicht zu den zwölf Jüngern Jesu zählt, steht neben Petrus. In der unteren Reihe stehen in Hebräisch, der Sprache des Alten Testaments, die Namen von zwölf Propheten. Der Radleuchter hängt als Symbol für das Reich Gottes direkt über dem Labyrinth, das den Lebensweg symbolisiert.

### Altäre, Kanzel, Ambo und Beichtstühle
Die neoromanischen Sockel des Hauptaltars im Chor und der beiden Nebenaltäre in den Konchen des Querschiffs stammen noch von der Restaurierung 1895/96. Der zur Gemeinde hin ausgerichtete Volksaltar von Sieger Köder hat vier Elemente: Feuer, der Dornbusch des Mose (Westen), Luft mit einer Hand, die versucht, Wind und Seifenblasen zu fangen (Süden), aus einem Felsen strömendes Wasser (Osten), der Mensch, aus Erde genommen und zu Erde werdend (Norden).
Von der Restaurierung sind auch noch die neoromanische Kanzel mit ihrer damaligen Bemalung sowie die variantenreichen farbigen Bodenfliesen erhalten.
Der Ambo von Sieger Köder trägt vier Bilder des Gleichnisses vom Sämann. Auf der Nordseite picken die Vögel die Körner auf, auf der Ostseite ersticken die kaum aufgegangenen Körner unter den Dornen, auf der Südseite verdorren sie in der heißen Sonne und auf der Westseite bringen sie der Gemeinde zahlreiche Frucht.
Wohl aus der Zeit des späten Barock stammen die geschnitzten Beichtstühle im nördlichen und südlichen Querschiff.

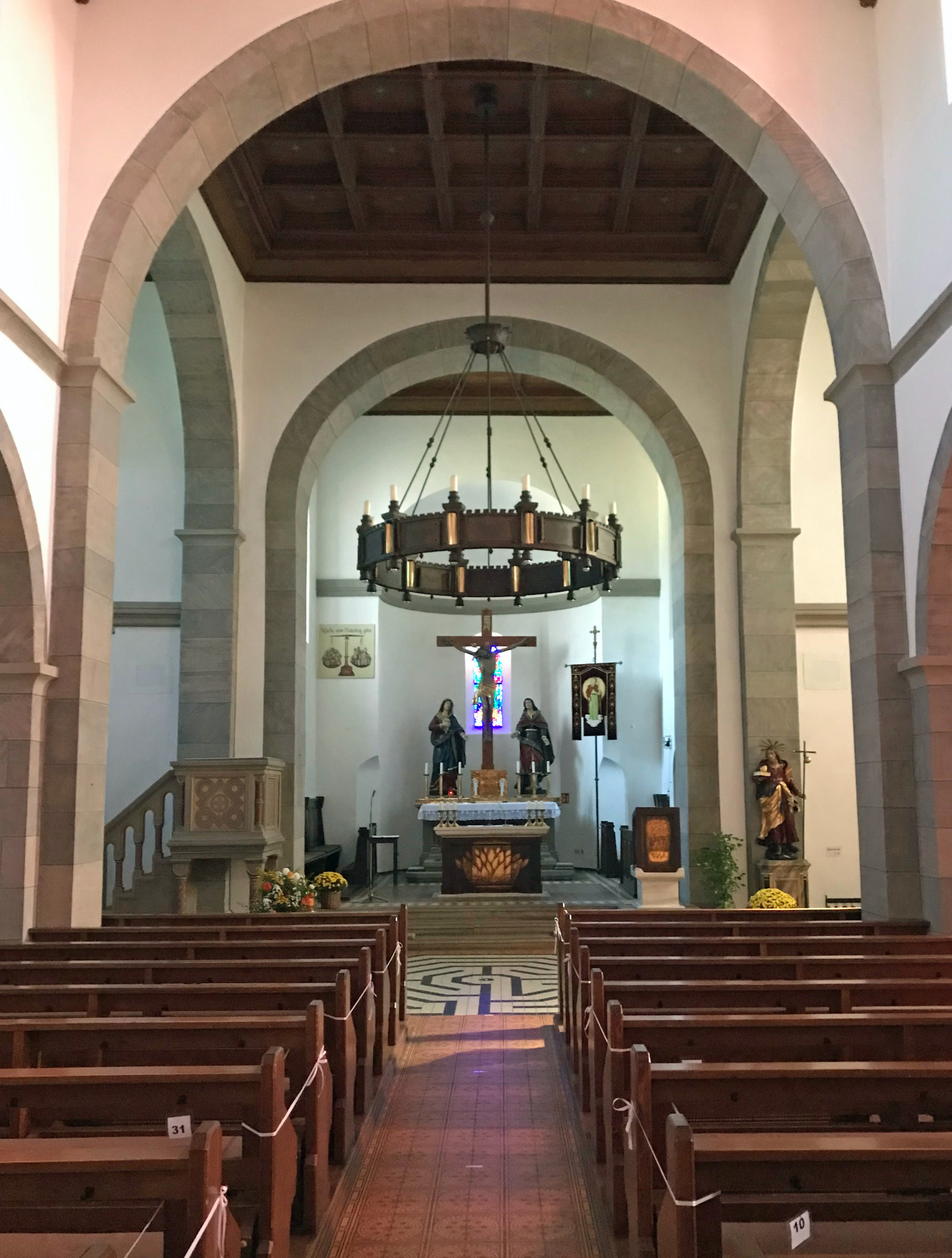
Blick nach Osten in Vierung und Chor
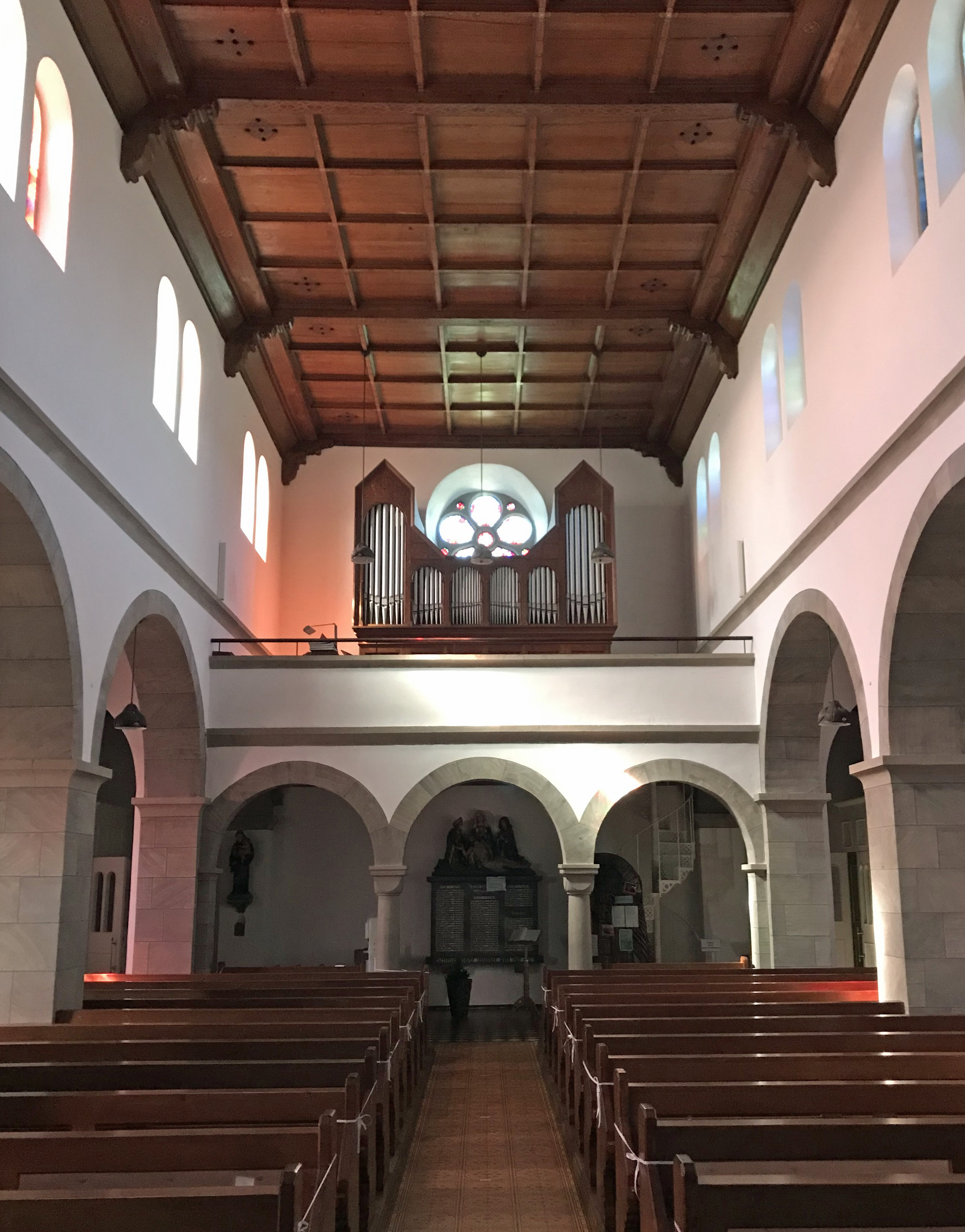
Blick nach Westen zur Orgelempore und Rosette
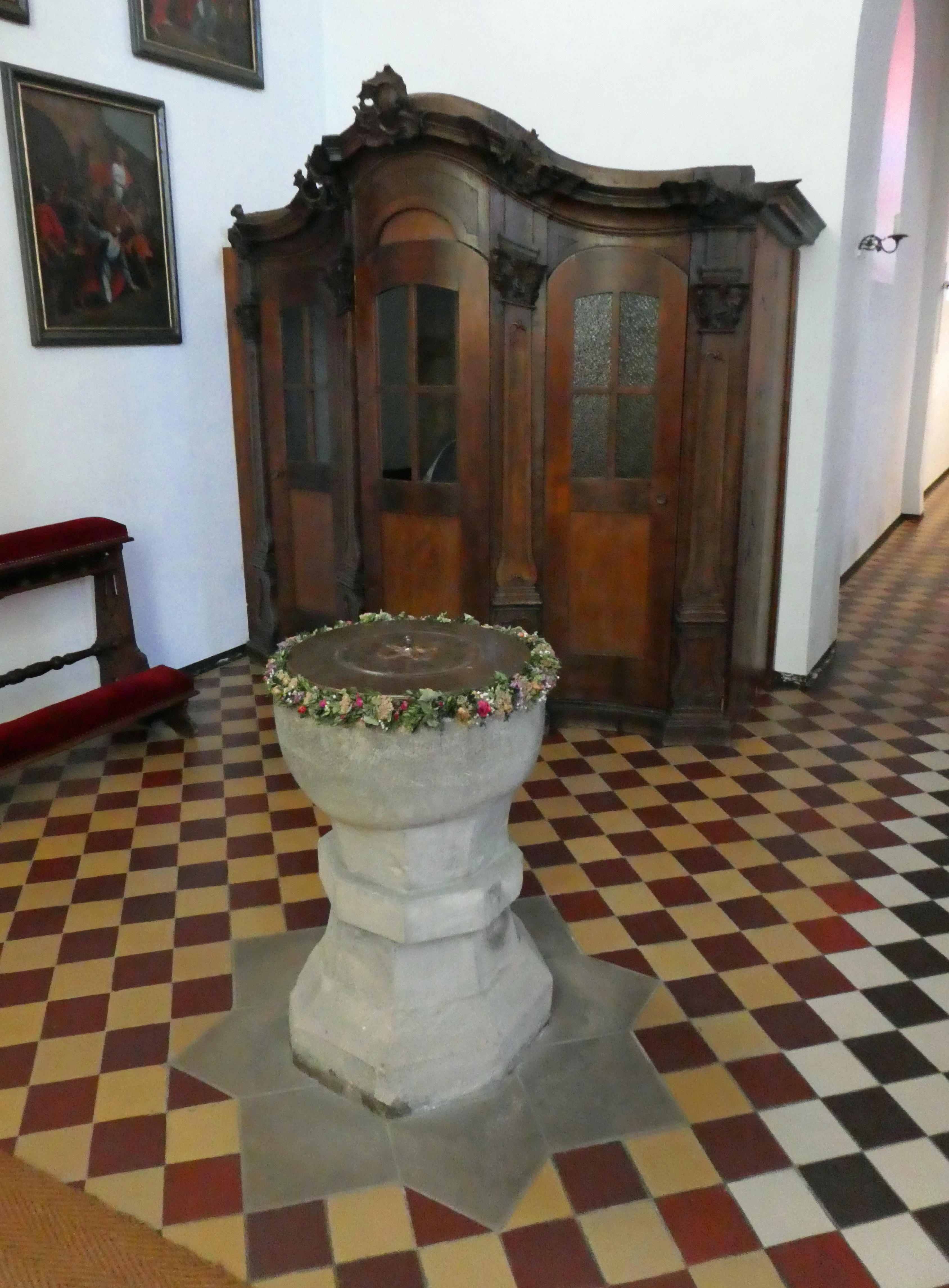
Romanischer Taufstein der ursprünglichen Kirche, im Hintergrund ein spätbarocker Beichtstuhl
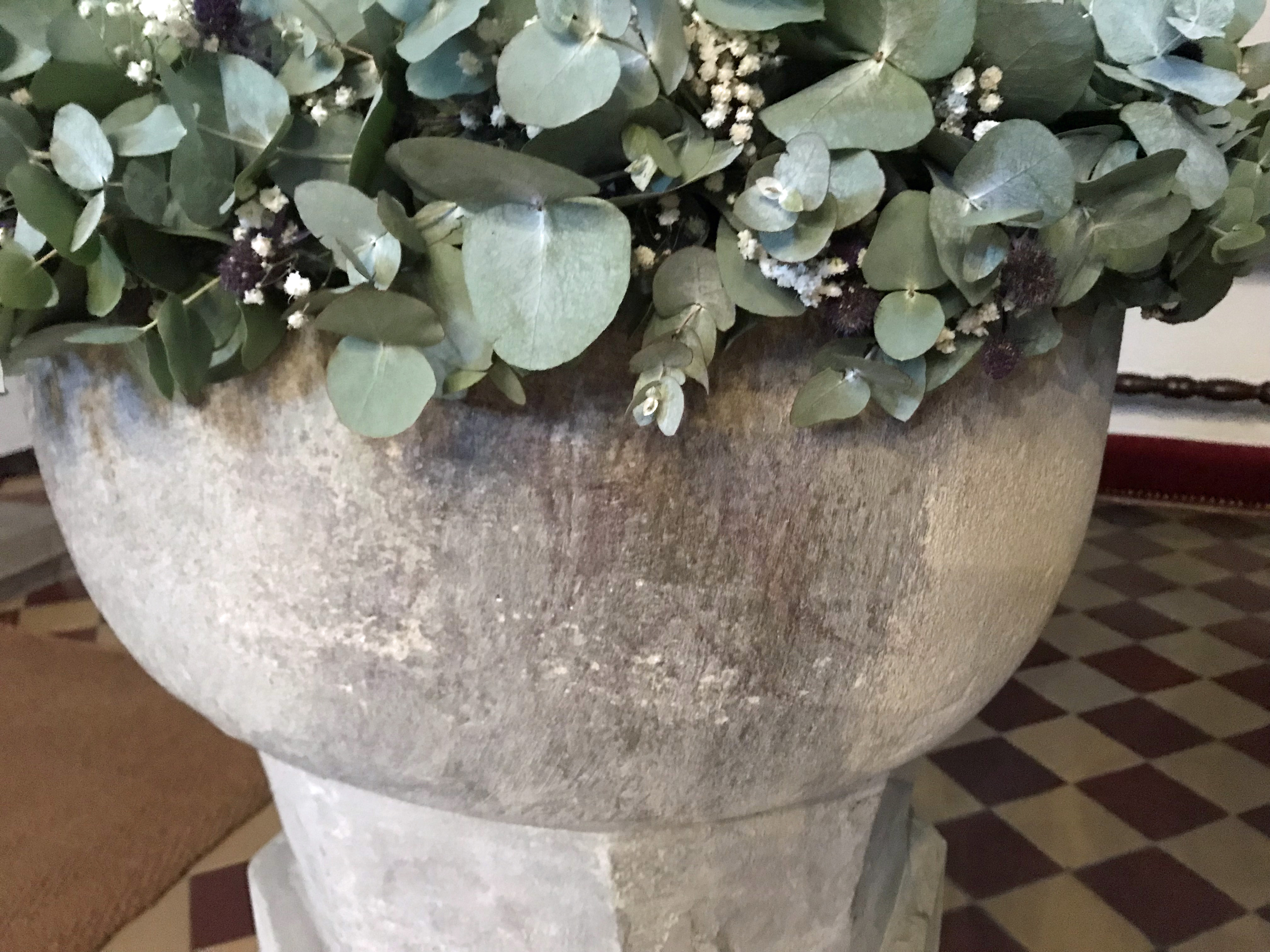
Reste alter Bemalung am romanischen Taufstein
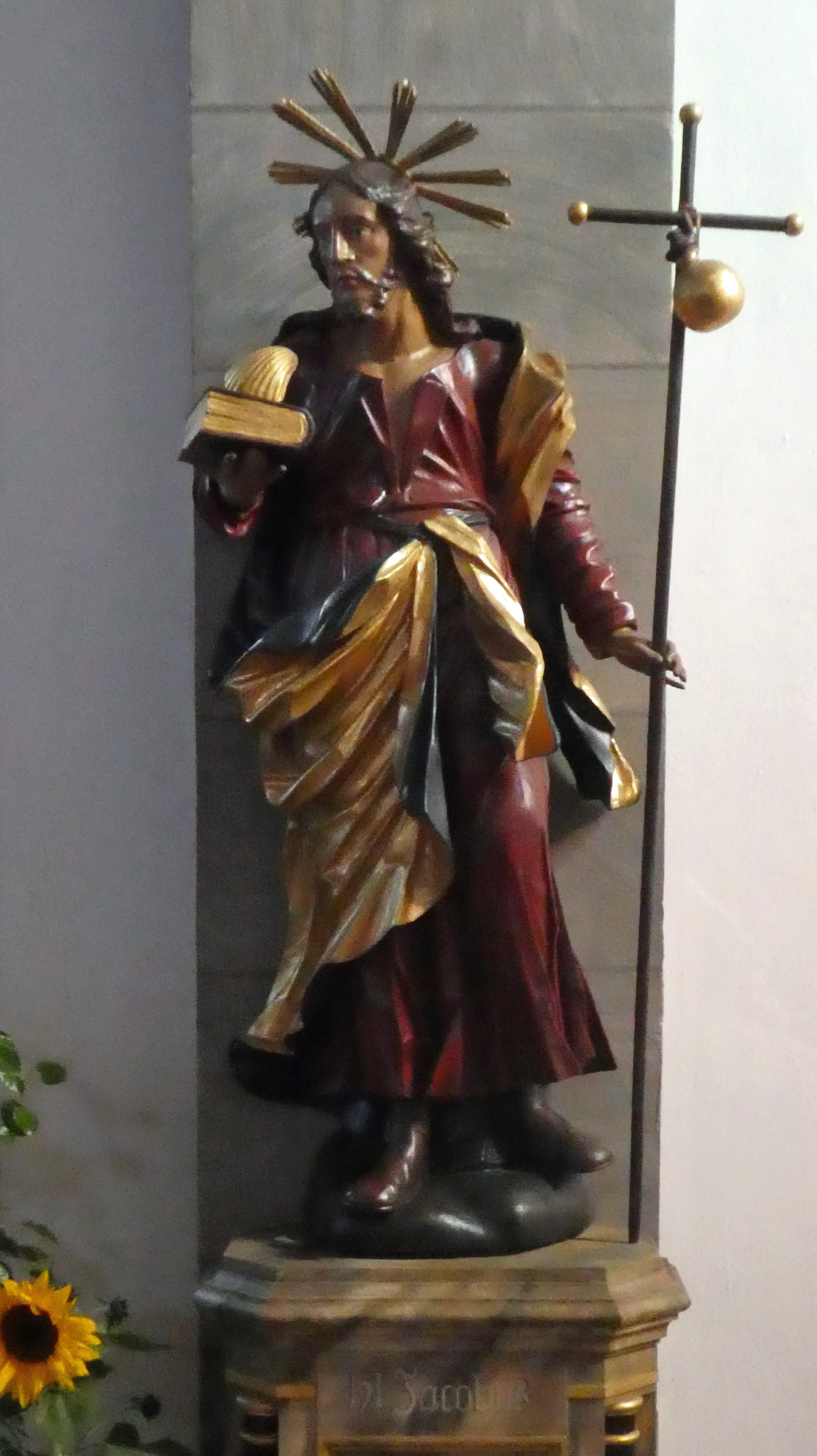
Spätbarocke Statue des Kirchenpatrons Jakobus
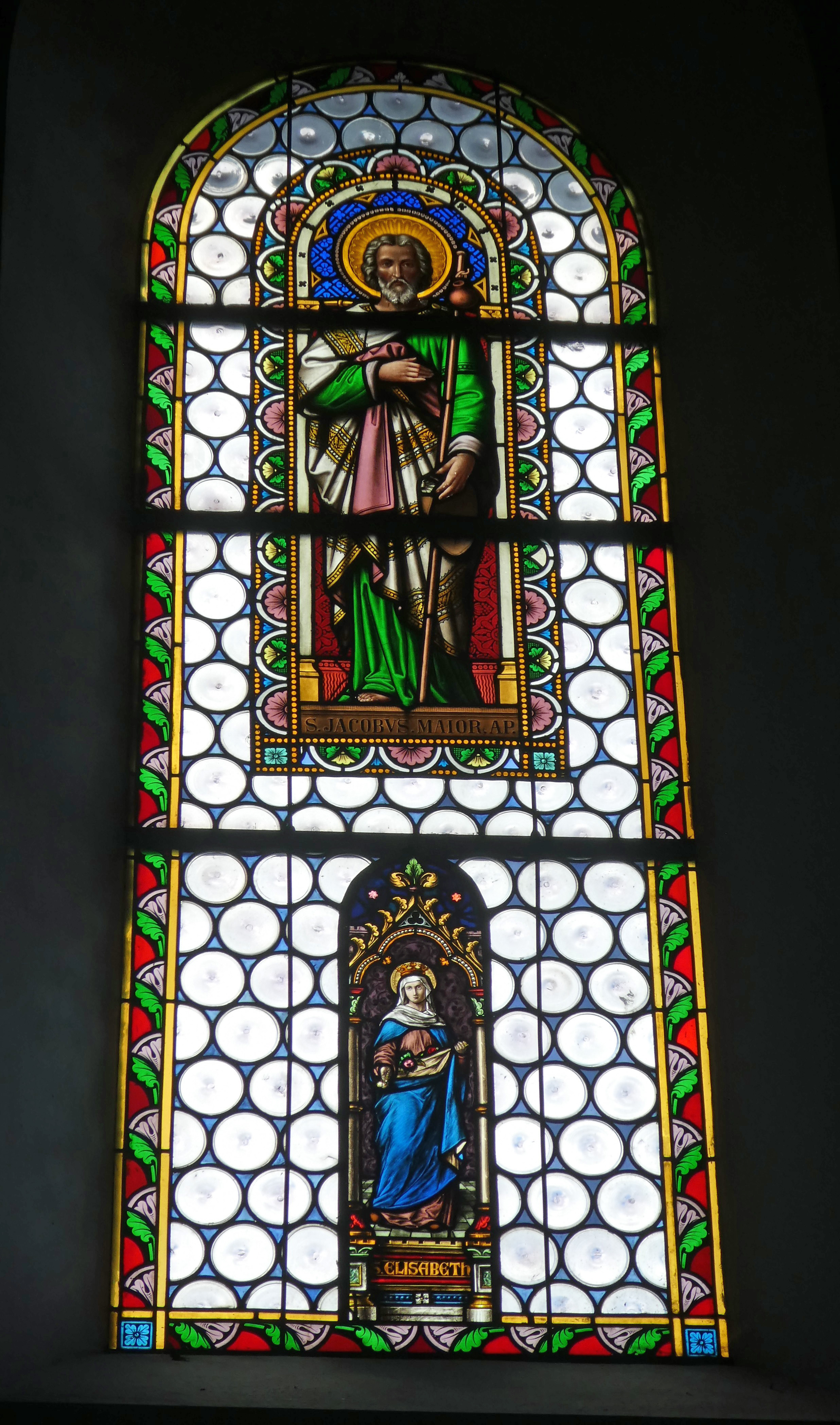
Nordfenster des Chores mit Jakobus und Elisabeth von Thüringen aus dem Jahre 1896
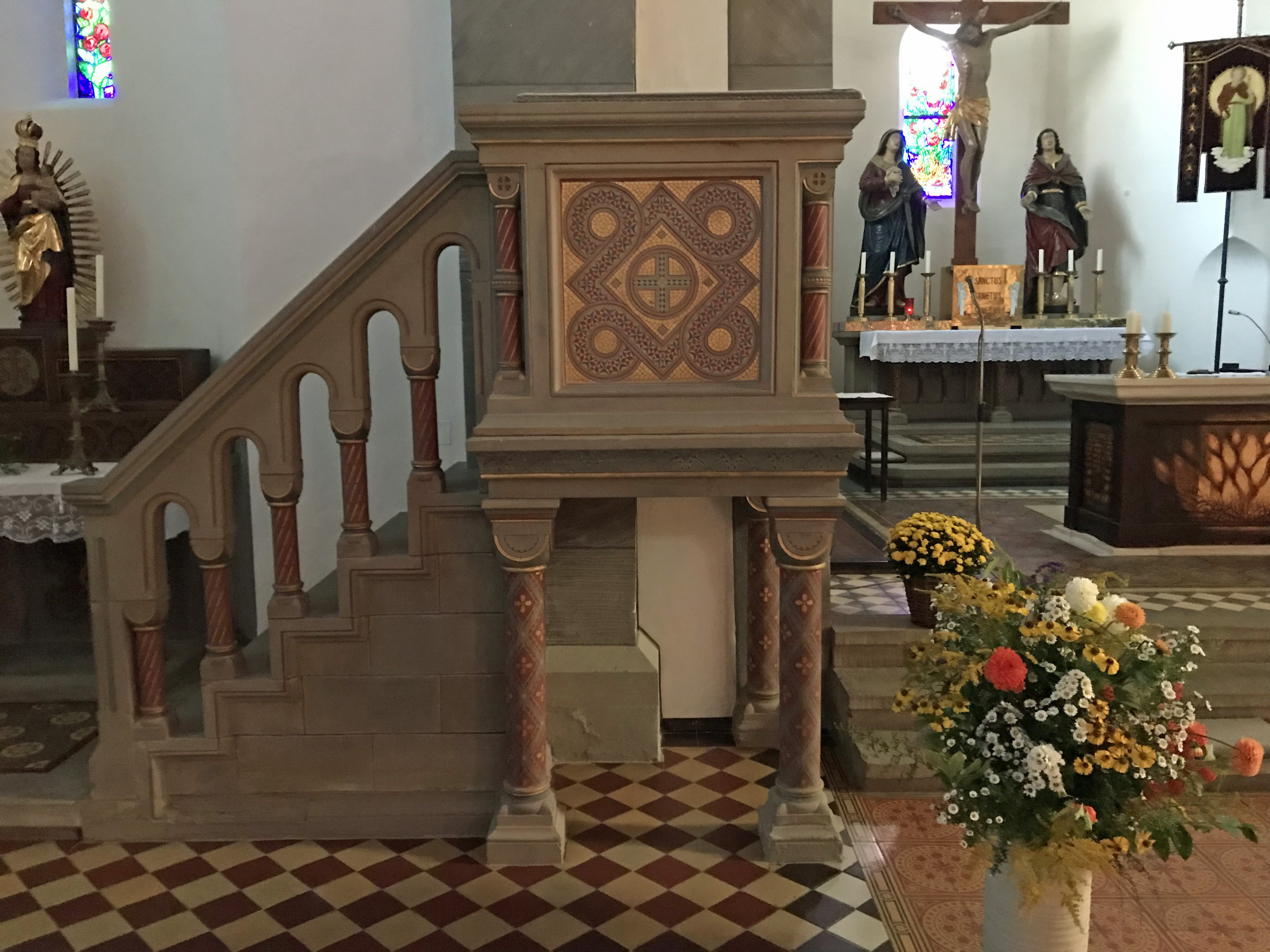
Kanzel mit Originalbemalung aus dem Jahre 1896
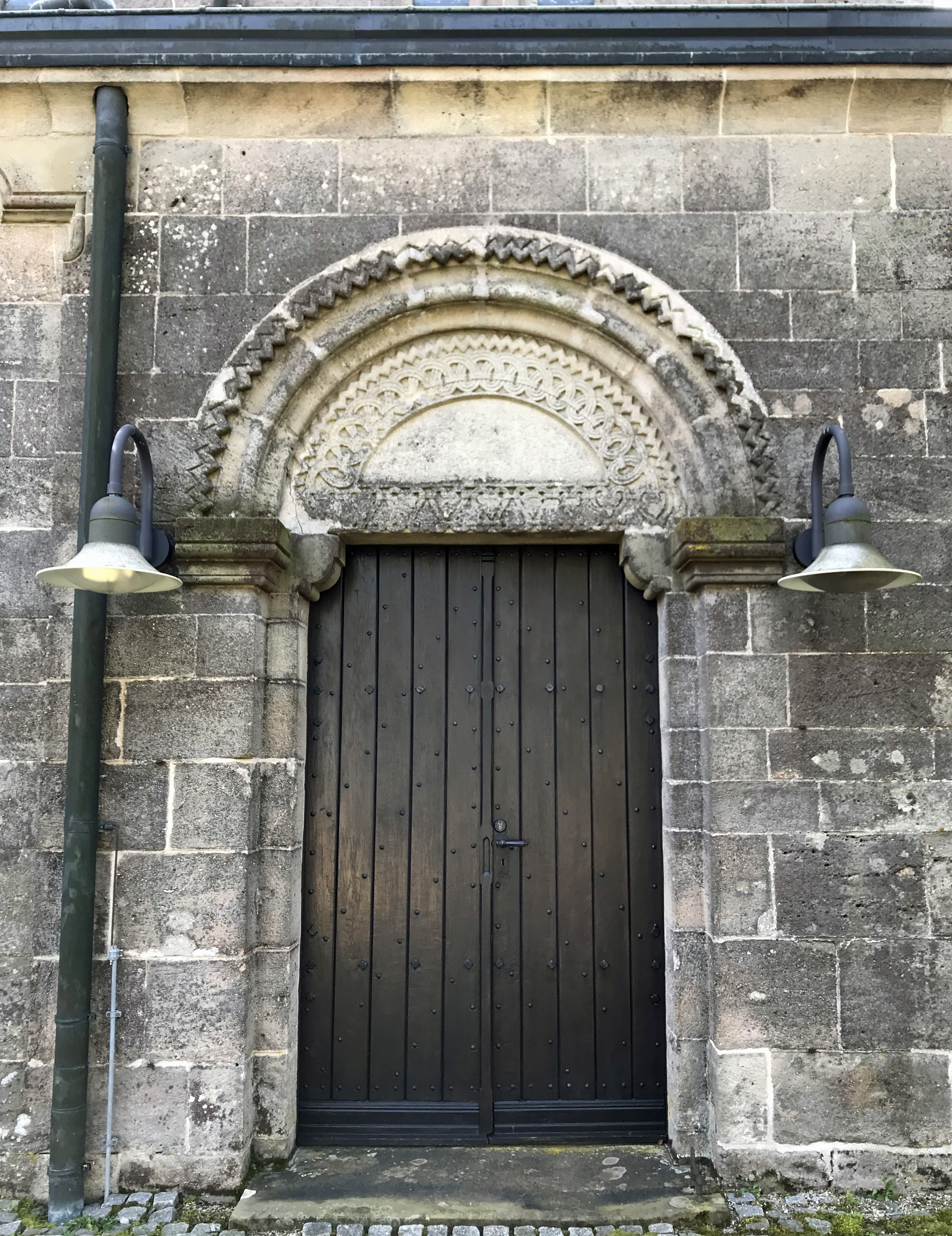
Nordportal mit dem romanischen Tympanon der ursprünglichen Kirche
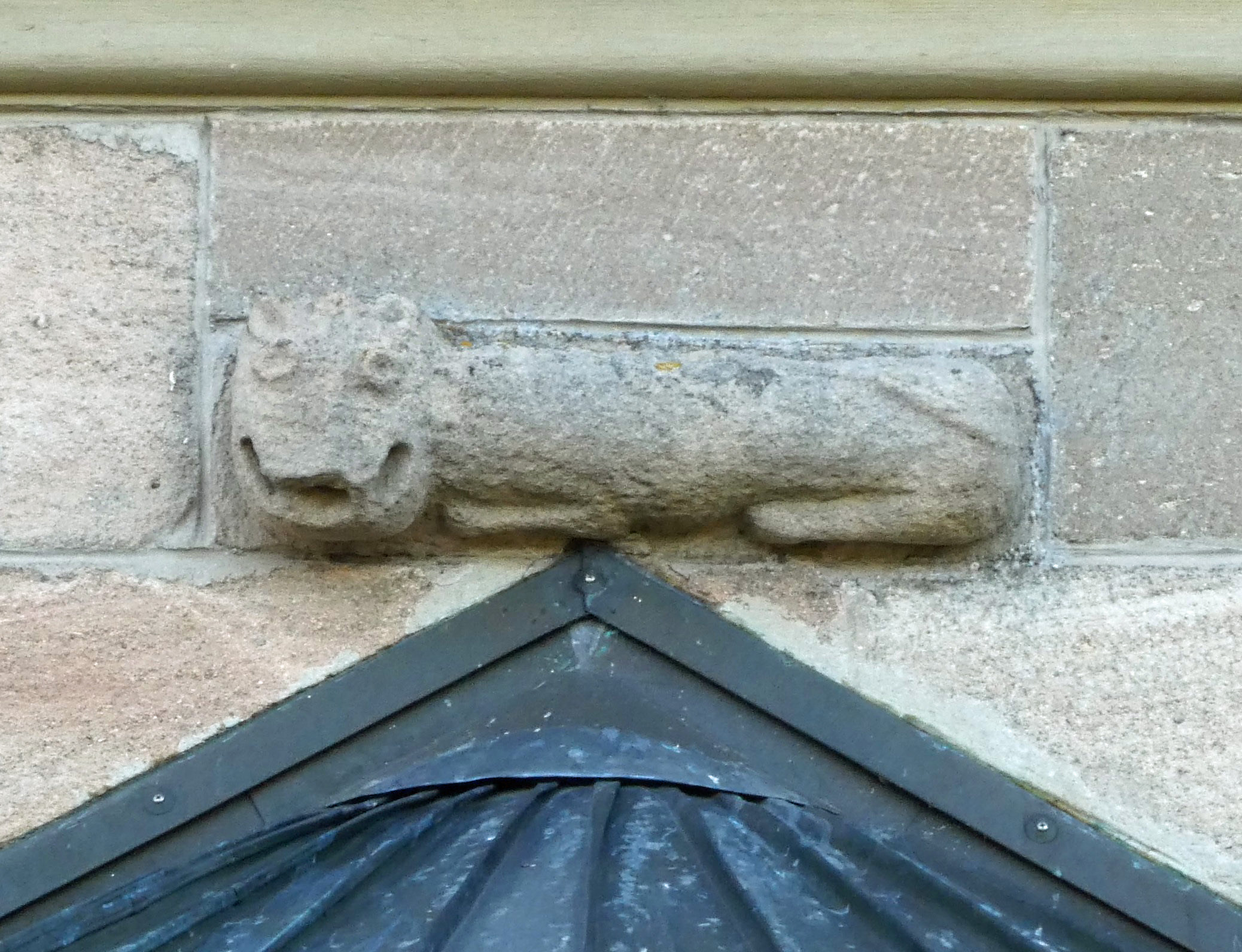
Romanische Löwenskulptur der ursprünglichen Kirche über der Hauptapsis

Glocken
|   | Gießer            | Gussjahr | kg  | Schlagton |
| 1 | Grüninger         | 1949     | 750 | f'        |
| 2 | Grüninger         | 1949     | 400 | as'       |
| 3 | Grüninger         | 1949     | 300 | b'        |
| 4 | Hamm, Frankenthal | 1895     | 250 | c‘'       |

## Umgebung der Kirche

### Altes Pfarrhaus
An der St.-Jakobusstraße, die vom Dorf Hohenberg hinauf zur Jakobuskirche führt, liegt das alte Pfarrhaus (→ Lage). Der repräsentative viergeschossige Bau wurde im Jahre 1900 in der Amtszeit von Pfarrer Franz Josef Fuchs errichtet. Heute dient es als Bildungs- und Freizeitstätte. Da es ab 1973 längere Zeit von einem Ellwanger Schülerinternat namens „Borromäum“ angemietet war, wird das alte Pfarrhaus heute „Borro-Ranch“ genannt.

### Kreuzweg
Der Kreuzweg führt mit dreizehn Stationen entlang der St.-Jakobusstraße vom Dorf zur Kirche hinauf. Er wurde 1883 von Pfarrer Franz Josef Fuchs errichtet. Die Stationen bestehen aus Sandstein und tragen ein kleines Holzdach. Die gusseisernen Tafeln sind bemalt und stellen die Passionsgeschichte dar.

### Jakobushaus
Das Jakobushaus oben auf Höhe der Jakobuskirche ist ein Wohnhaus, das 1977 an der Stelle des ersten, vor 1750 erbauten Hohenberger Schulhauses errichtet wurde. Die Fassaden der Ost- und Westwand des Gebäudes wurden von Sieger Köder bemalt.
An der Ostwand sieht man oben im Giebeldreieck die Jakobsmuschel, das Wahrzeichen des Kirchenpatrons. Links darunter Petrus, Jakobus und Johannes am Ölberg, rechts dieselben Apostel bei der Verklärung am Berg Tabor. In der Reihe darunter in der Mitte die Überführung  der Leiche des Jakobus per Schiff nach Santiago de Compostela, wo der Legende nach bei der Landung das Schiff mit Muscheln bedeckt war. Links daneben zeigt Dantes Geliebte Beatrice dem Dichter den heiligen Jakobus im Himmel. Rechts davon eine Pilgergruppe bei der Rast. Es handelt sich um vier Freunde von Sieger Köder, mit denen er Ende der 1970er Jahre auf dem Jakobsweg gepilgert ist. Er selbst ist nicht auf dem Wandbild abgebildet. In der unteren Reihe bauen Ellwanger Mönche die Kirche auf dem Hohenberg. Daneben zwei Szenen aus der Gegenwart: Rechts Waldarbeiter mit einem Mühlstein und links Bauern bei der Ernte.
An der Westwand sind Bilder vom Tod und Sterben gemalt. Ganz oben zerbrechen die Knochenhände des Todes eine Uhr, die Zeiger fallen herunter, die Zeit ist nicht mehr. Darunter sitzt rechts der Spielmann Tod als „Fiddler on the Roof“. Links daneben ist der Tod in drei Varianten dargestellt. Darunter eine Gruppe mit einem Narren, einem älteren Paar, Christus mit dem Kreuz und ein jüngeres Paar mit Kind auf dem Weg zu einem Grab. Ganz unten Abfall.
An der Südseite befindet sich der Eingang zu einer Pilgerherberge mit Dusche und Waschbecken, aber ohne Kochgelegenheit, in der bis zu sechs Personen übernachten können. Die Bilder unten an der Südfassade stammen von dem Ellwanger Maler Ulrich Brauchle (* 1971). An der Nordseite des Jakobushauses befinden sich Toiletten.

### Aussegnungshalle und Friedhof
In der Aussegnungshalle, die an das Jakobushaus angebaut ist, befinden sich ein 3,60 Meter hohes Osterkreuz sowie drei Bildfenster von Sieger Köder. Am Osterkreuz ist nur noch der Abdruck des auferstandenen Jesus zu sehen. Zu seinen Füßen stürzt der Tod in die Tiefe und zerschlägt die Zeit, die er in Form einer Uhr den Händen hält. Auf dem Boden liegen die Nägel und die Zeiger der Uhr. Von hinten sieht das Kreuz aus wie ein Lebensbaum, der in den Himmel wächst. Die drei Bildfenster zeigen das Sterben des Menschen (rechts), aus den in der Erde sterbenden Samen entstehendes neues Leben (Mitte) und Maria Magdalena, die sich in der Sonne des Ostermorgens umwendet und den Auferstandenen erkennt (links).
Auf dem Friedhof befinden sich Gräber ehemaliger Pfarrer von Hohenberg, unter anderem auch das von Franz Josef Fuchs, der ab 1875 Pfarrverweser und von 1878 bis 1911 Pfarrer von Hohenberg war. Ihm sind der Kreuzweg (1883), die Lourdesgrotte (1886), die Restaurierung der Kirche (1895/96) und das alte Pfarrhaus (1900) zu verdanken. Sieger Köder, der hier von 1975 bis 1995 Pfarrer war und das Innere der Jakobuskirche grundlegend umgestaltete, ist in seinem Heimatort Wasseralfingen bestattet.

### Skulpturen
Von Sieger Köder stammen auch die drei Bronzefiguren auf dem Parkplatz. Der stehende Mann und die Mitpilgerin ruhen sich aus mit Blick nach Westen in Richtung von Santiago de Compostela. Der dritte Pilger ist bereits auf dem Rückweg von Santiago, hat die Augen geschlossen und richtet den Kopf zum Himmel. Er umfasst eine Bibel, in der auf Griechisch und Deutsch zu lesen ist: „Ich bin der Weg“.
Bei der Bronzeskulptur eines toten Benediktinermönchs auf der südlichen Friedhofsmauer handelt es sich um das letzte Werk Köders. Seine Geige hat er abgenommen, die Saiten sind gerissen, der Geigenbogen liegt auf seinem Schoß. Aus seiner Kutte ragen Knochenhände. Ein Hauch von Goldbronze in der leeren Kapuze soll an den früheren Menschen erinnern. Die Inschrift rechts daneben lautet: '... die Heimat der Seele ist droben im Licht'.

### Lourdesgrotte
Am Nordhang des Hohenbergs unterhalb der Kirche befindet sich eine Lourdesgrotte (→ Lage). Sie wurde 1886 von Pfarrer Franz Josef Fuchs in Auftrag gegeben. Als Baumaterial wurden Tuffstein sowie verschiedenfarbig eingeschmolzene Glasschlackensteine einer 1667 gegründeten und 1876 stillgelegten Rosenberger Glashütte verwendet. Vor der Grotte liegt ein kleiner Weiher.

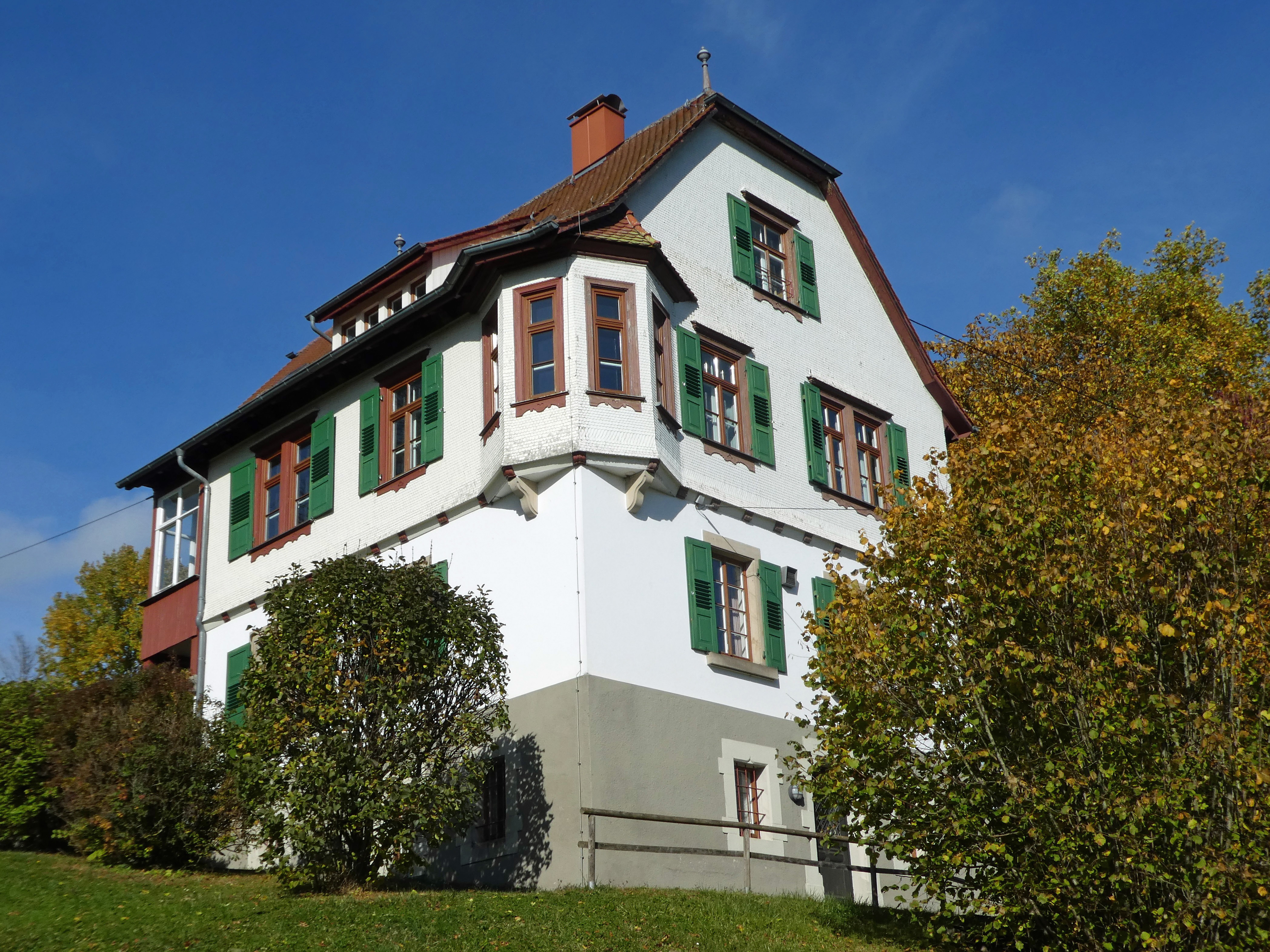
Altes Pfarrhaus
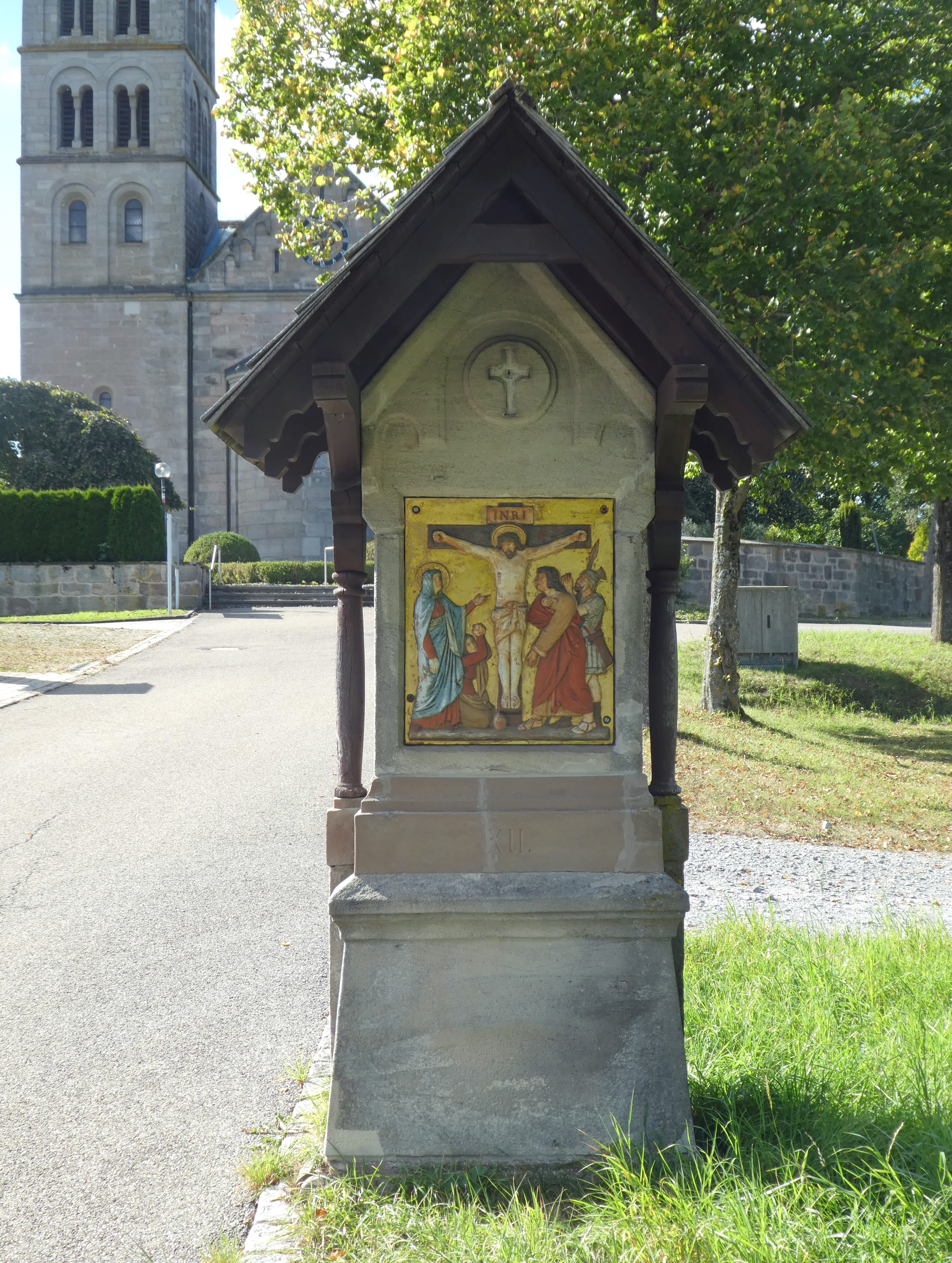
Eine der dreizehn Kreuzwegstationen
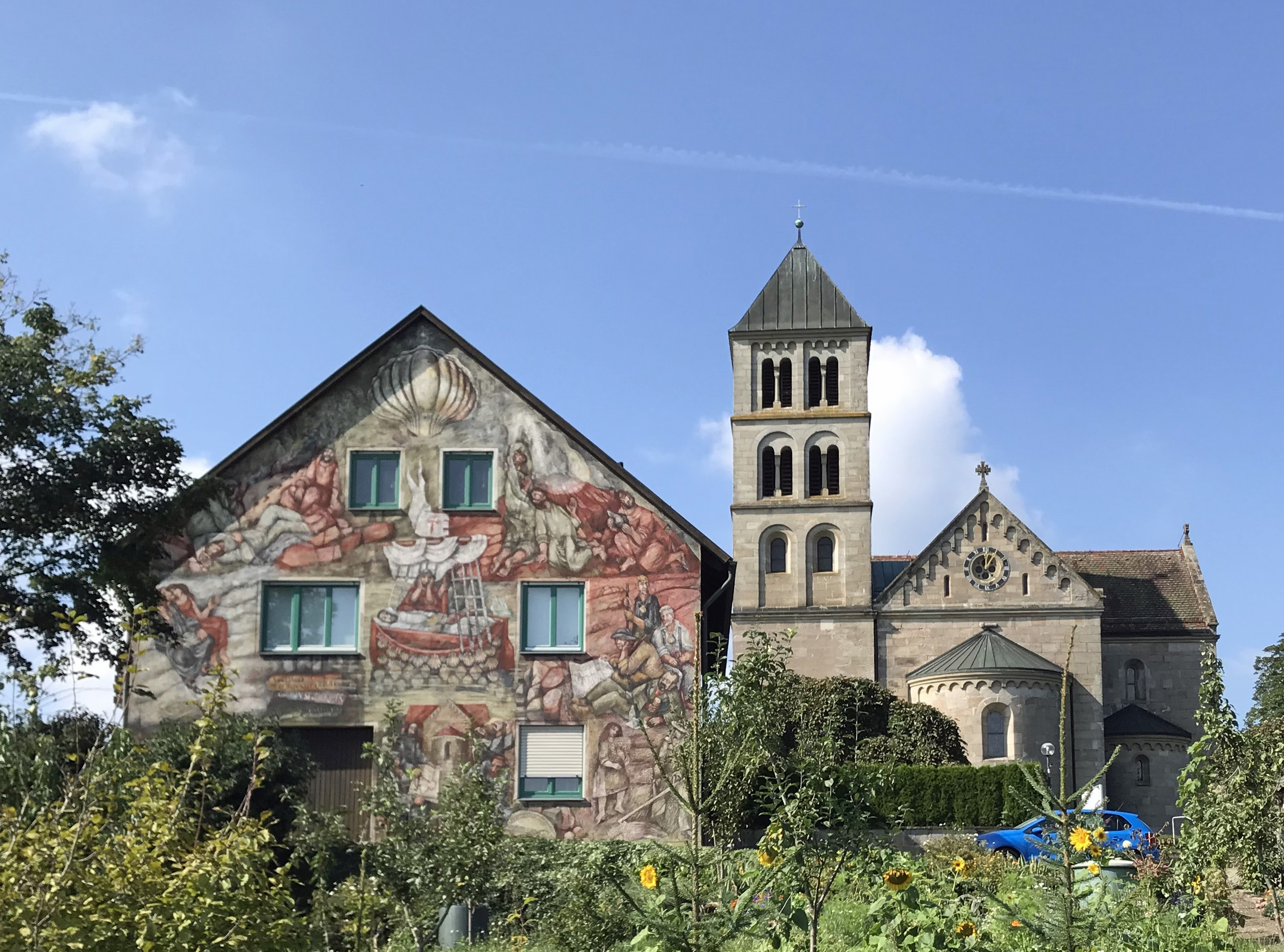
Ostwand des Jakobushauses mit Bemalung von Sieger Köder
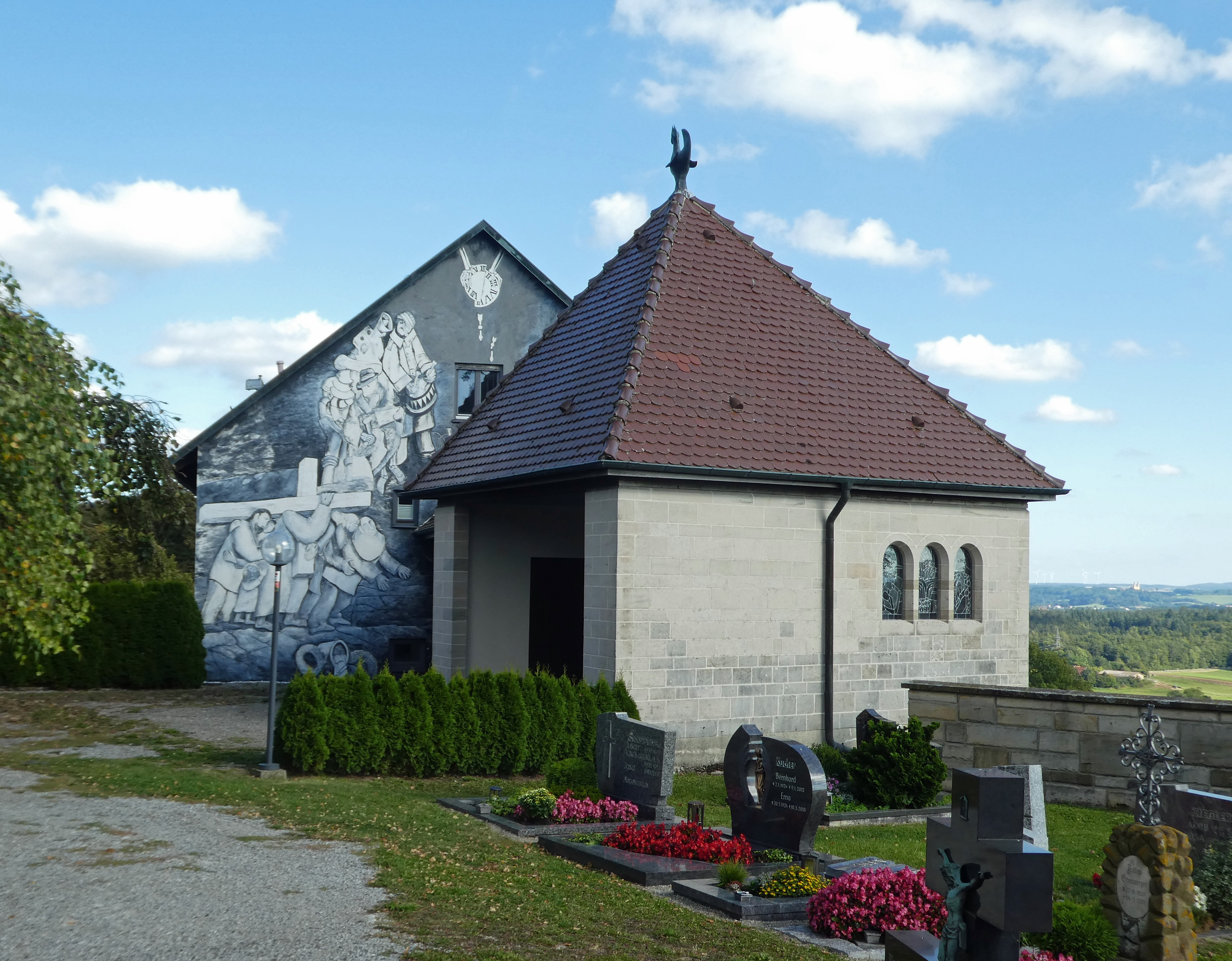
Westwand des Jakobushauses mit Bemalung von Sieger Köder, davor die Aussegnungshalle
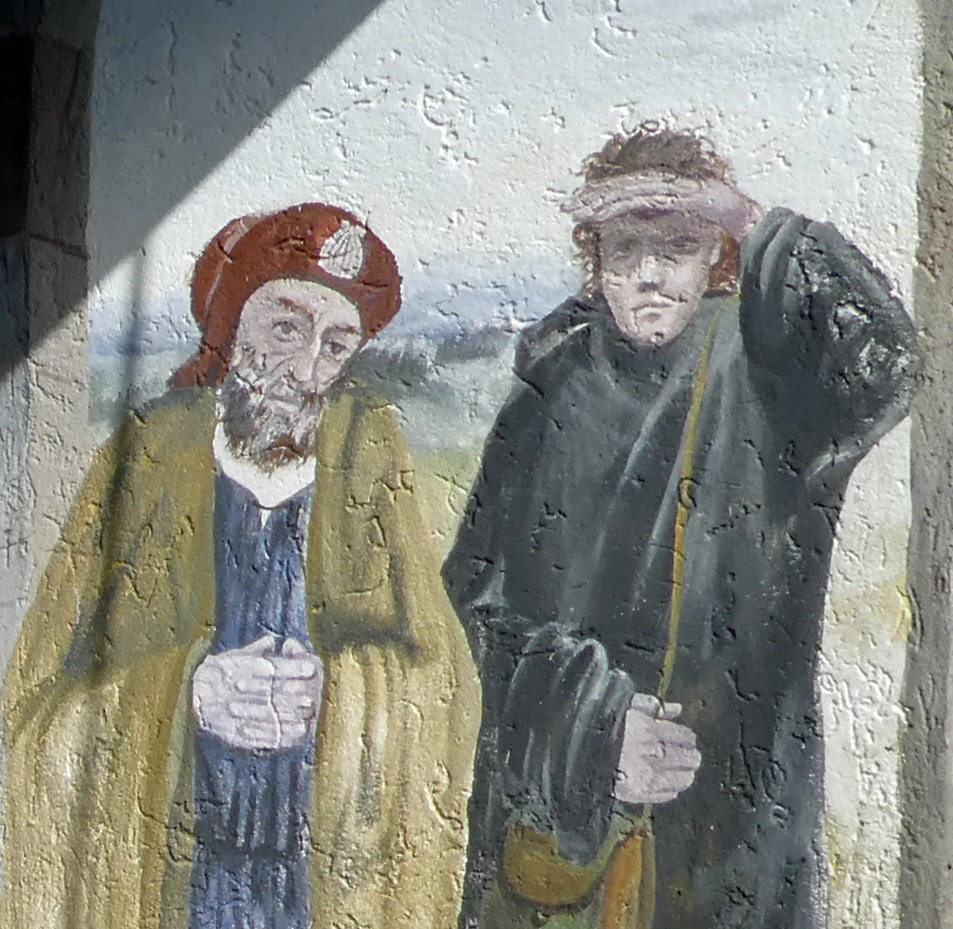
Teil eines Wandbilds an der Südwand des Jakobushauses von Ulrich Brauchle
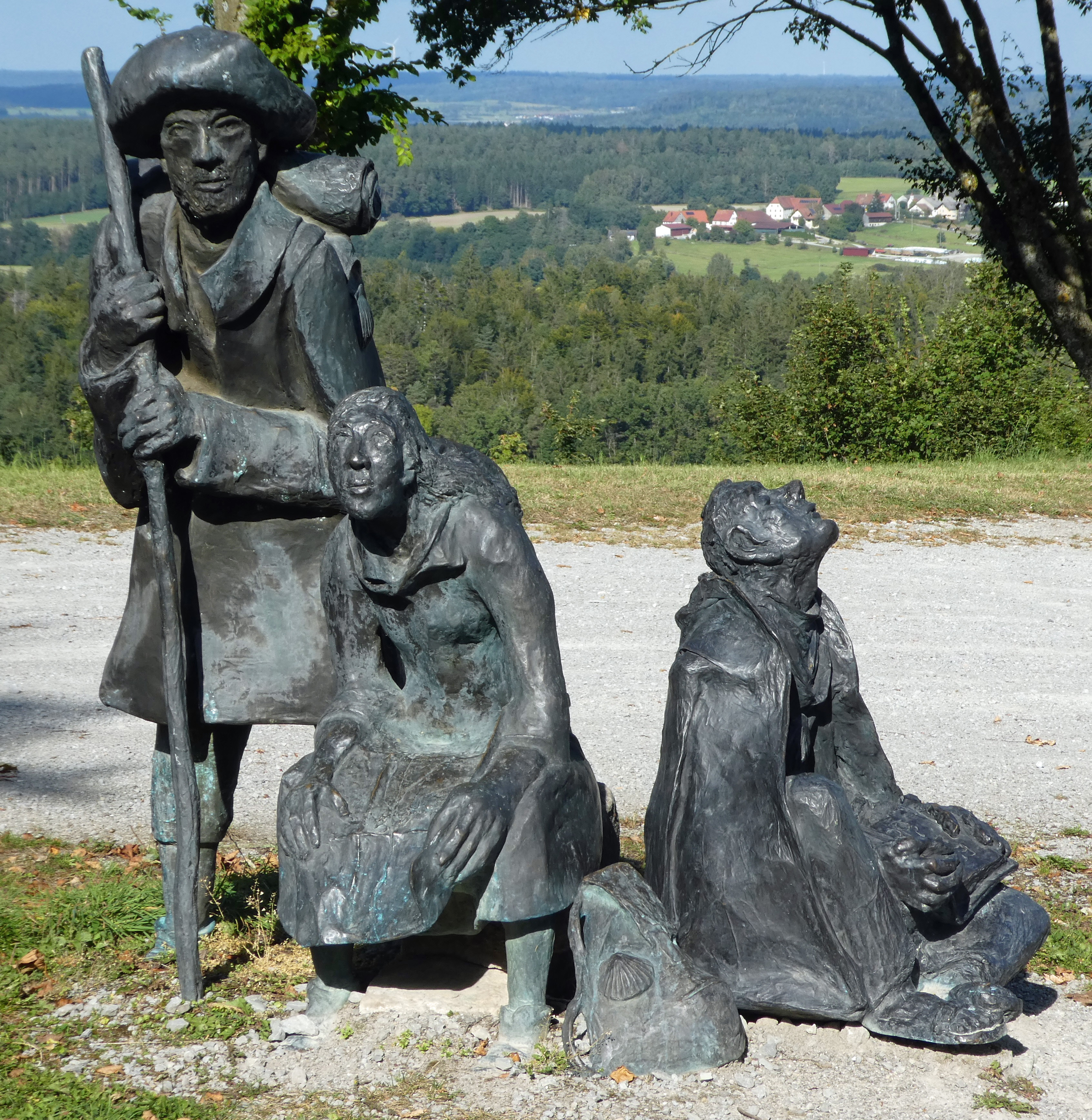
Pilgergruppe auf dem Parkplatz von Sieger Köder
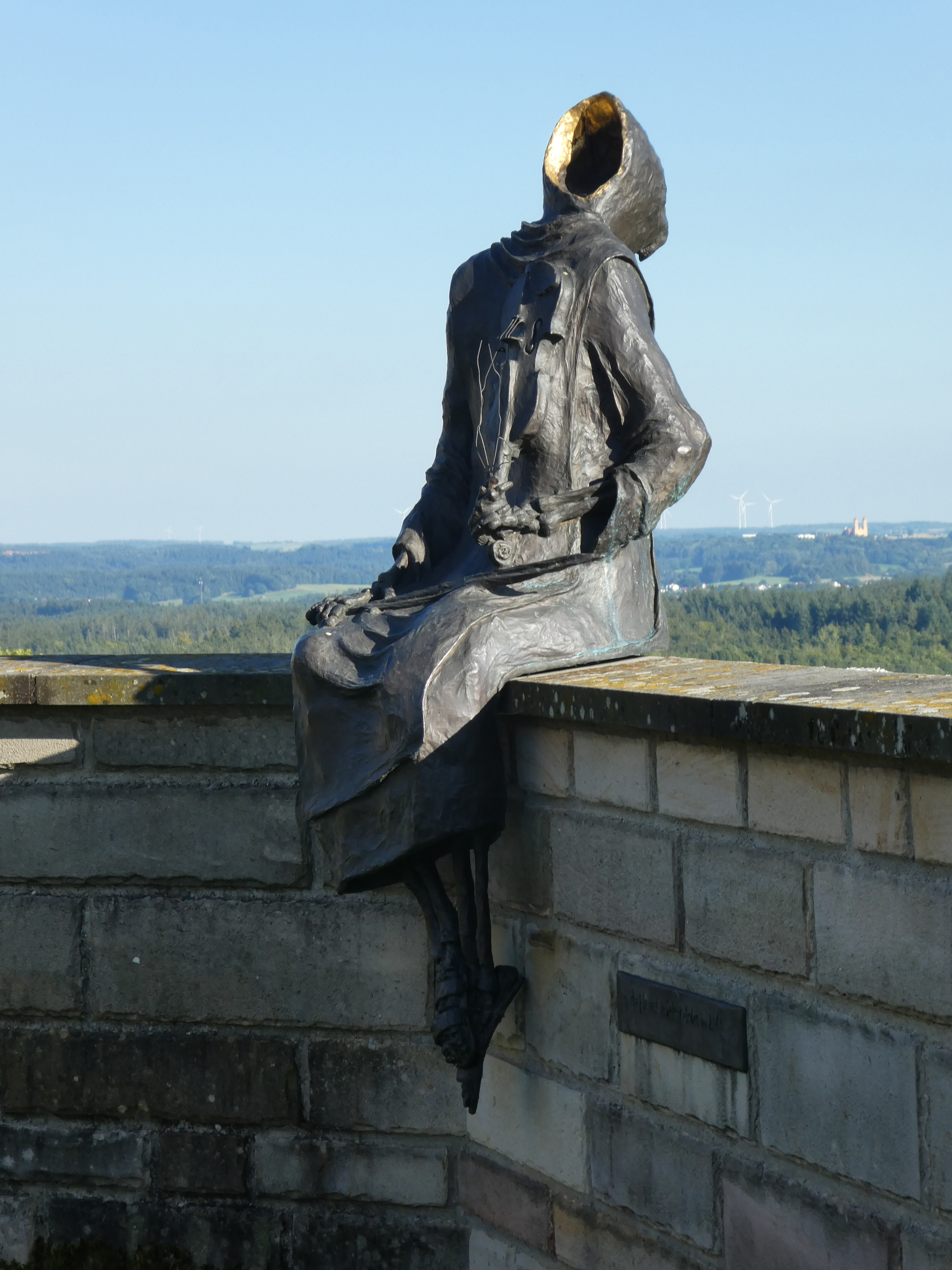
Toter Mönch auf der Friedhofsmauer von Sieger Köder
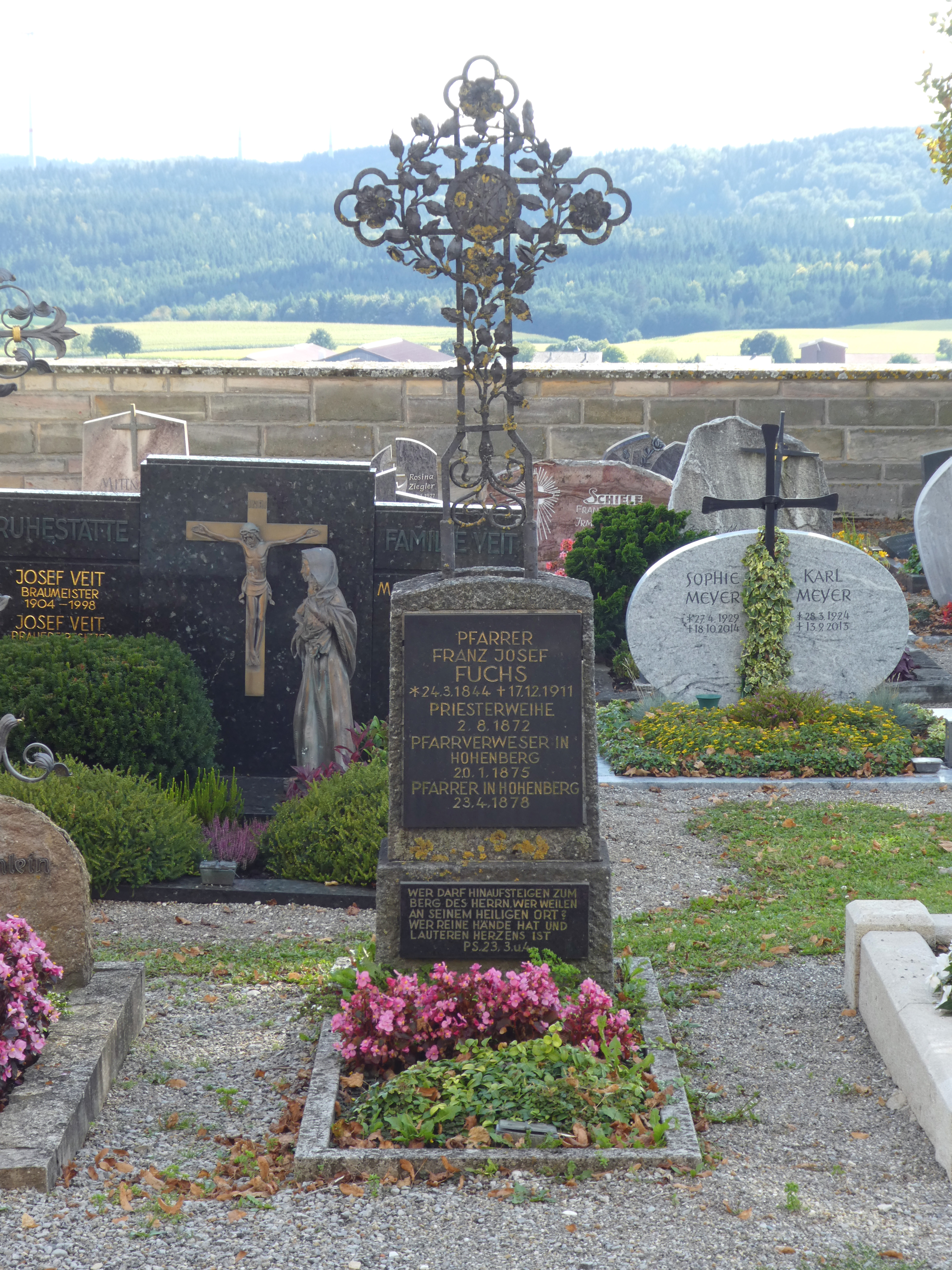
Grab von Pfarrer Franz Josef Fuchs
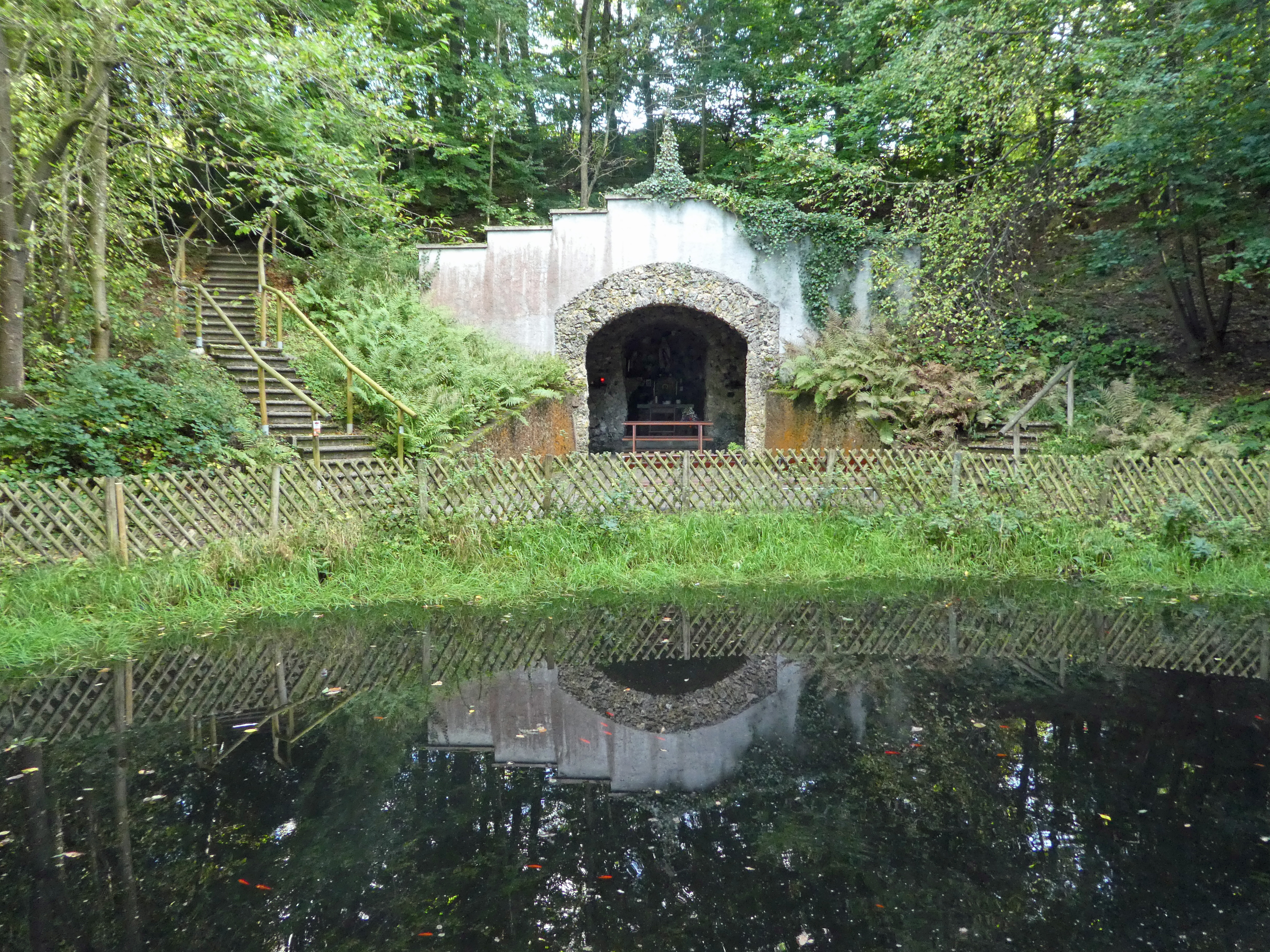
Lourdesgrotte mit Weiher
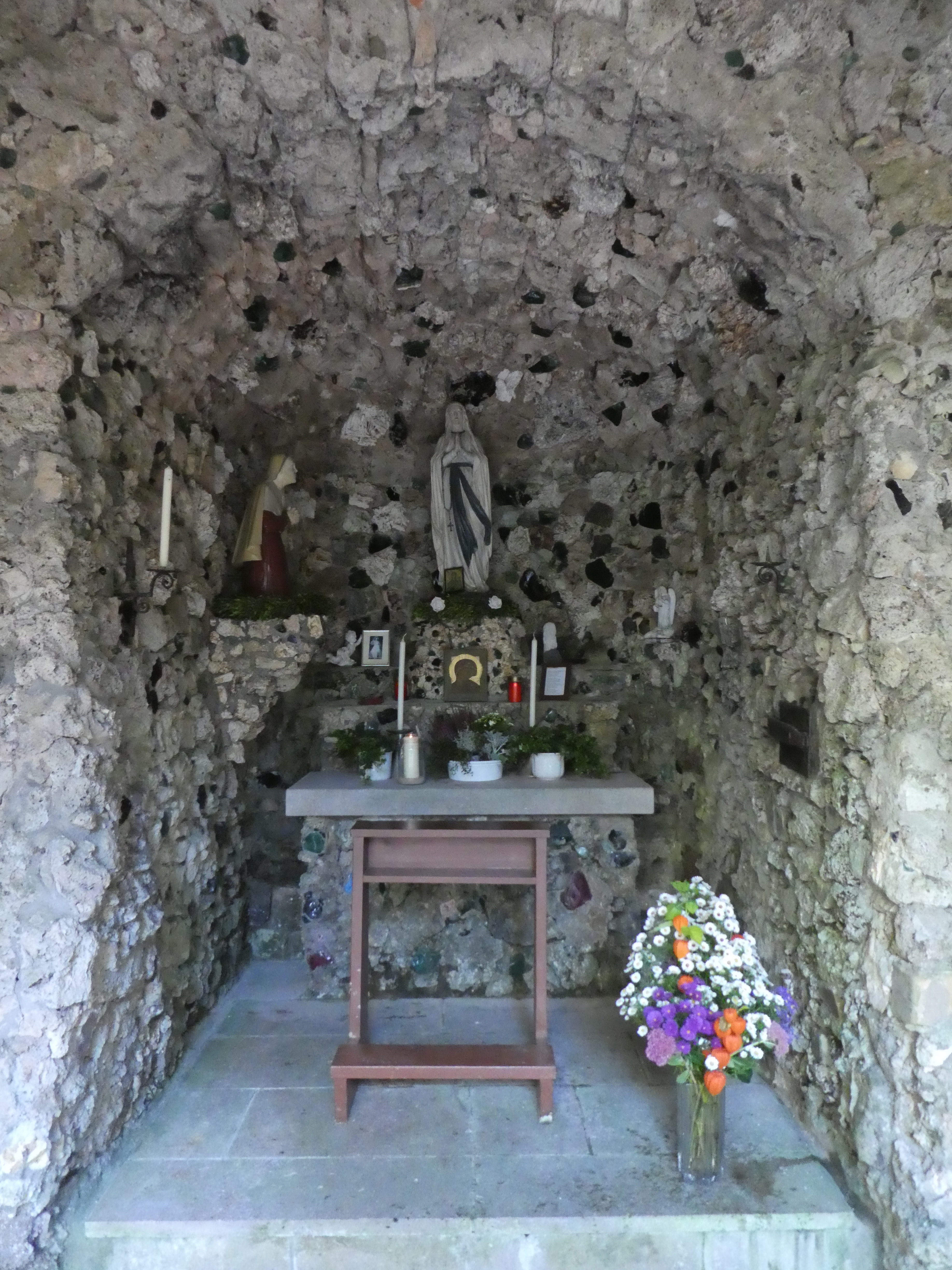
Blick in die Lourdesgrotte